# Llista d'asteroides (406001-407000)
Llista d'asteroides del 406.001 al 407.000, amb data de descoberta i descobridor. És un fragment de la llista d'asteroides completa. Als asteroides se'ls dona un número quan es confirma la seva òrbita, per tant apareixen llistats aproximadament segons la data de descobriment.

## 406001-406100
| Nom    | Designació provisional | Data de descobriment   | Lloc de descobriment | Descobridor/s         |
| ------ | ---------------------- | ---------------------- | -------------------- | --------------------- |
| 406001 | 2006 SN358             | 14 de setembre de 2006 | Kitt Peak            | Spacewatch            |
| 406002 | 2006 SH359             | 30 de setembre de 2006 | Catalina             | CSS                   |
| 406003 | 2006 SM363             | 30 de setembre de 2006 | Mount Lemmon         | Mt. Lemmon Survey     |
| 406004 | 2006 SS365             | 30 de setembre de 2006 | Mount Lemmon         | Mt. Lemmon Survey     |
| 406005 | 2006 SP366             | 17 de setembre de 2006 | Kitt Peak            | Spacewatch            |
| 406006 | 2006 SA368             | 23 de setembre de 2006 | Moletai              | Moletai               |
| 406007 | 2006 SJ368             | 25 de setembre de 2006 | Kitt Peak            | Spacewatch            |
| 406008 | 2006 SP398             | 16 de setembre de 2006 | Catalina             | CSS                   |
| 406009 | 2006 SG401             | 27 de setembre de 2006 | Mount Lemmon         | Mt. Lemmon Survey     |
| 406010 | 2006 SX404             | 17 de setembre de 2006 | Kitt Peak            | Spacewatch            |
| 406011 | 2006 TK5               | 2 d'octubre de 2006    | Catalina             | CSS                   |
| 406012 | 2006 TP10              | 14 d'octubre de 2006   | Piszkéstet&          | K. Sárneczky, Z. Kuli |
| 406013 | 2006 TW20              | 11 d'octubre de 2006   | Kitt Peak            | Spacewatch            |
| 406014 | 2006 TX26              | 12 d'octubre de 2006   | Kitt Peak            | Spacewatch            |
| 406015 | 2006 TN35              | 30 de setembre de 2006 | Mount Lemmon         | Mt. Lemmon Survey     |
| 406016 | 2006 TQ36              | 12 d'octubre de 2006   | Kitt Peak            | Spacewatch            |
| 406017 | 2006 TQ43              | 12 d'octubre de 2006   | Kitt Peak            | Spacewatch            |
| 406018 | 2006 TZ44              | 30 de setembre de 2006 | Mount Lemmon         | Mt. Lemmon Survey     |
| 406019 | 2006 TU45              | 30 de setembre de 2006 | Mount Lemmon         | Mt. Lemmon Survey     |
| 406020 | 2006 TM47              | 12 d'octubre de 2006   | Kitt Peak            | Spacewatch            |
| 406021 | 2006 TZ52              | 12 d'octubre de 2006   | Kitt Peak            | Spacewatch            |
| 406022 | 2006 TP54              | 12 d'octubre de 2006   | Palomar              | NEAT                  |
| 406023 | 2006 TN62              | 10 d'octubre de 2006   | Palomar              | NEAT                  |
| 406024 | 2006 TR63              | 10 d'octubre de 2006   | Palomar              | NEAT                  |
| 406025 | 2006 TX68              | 11 d'octubre de 2006   | Palomar              | NEAT                  |
| 406026 | 2006 TL69              | 11 d'octubre de 2006   | Palomar              | NEAT                  |
| 406027 | 2006 TT75              | 11 d'octubre de 2006   | Palomar              | NEAT                  |
| 406028 | 2006 TM77              | 12 d'octubre de 2006   | Palomar              | NEAT                  |
| 406029 | 2006 TY85              | 2 d'octubre de 2006    | Mount Lemmon         | Mt. Lemmon Survey     |
| 406030 | 2006 TP88              | 2 d'octubre de 2006    | Mount Lemmon         | Mt. Lemmon Survey     |
| 406031 | 2006 TA89              | 13 d'octubre de 2006   | Kitt Peak            | Spacewatch            |
| 406032 | 2006 TB90              | 13 d'octubre de 2006   | Kitt Peak            | Spacewatch            |
| 406033 | 2006 TF90              | 13 d'octubre de 2006   | Kitt Peak            | Spacewatch            |
| 406034 | 2006 TC91              | 13 d'octubre de 2006   | Kitt Peak            | Spacewatch            |
| 406035 | 2006 TV91              | 13 d'octubre de 2006   | Kitt Peak            | Spacewatch            |
| 406036 | 2006 TM92              | 14 d'octubre de 2006   | Lulin                | C.-S. Lin, Q.-z. Ye   |
| 406037 | 2006 TA93              | 15 d'octubre de 2006   | Kitt Peak            | Spacewatch            |
| 406038 | 2006 TG94              | 14 de setembre de 2006 | Kitt Peak            | Spacewatch            |
| 406039 | 2006 TD97              | 12 d'octubre de 2006   | Palomar              | NEAT                  |
| 406040 | 2006 TA105             | 2 d'octubre de 2006    | Mount Lemmon         | Mt. Lemmon Survey     |
| 406041 | 2006 TD106             | 15 d'octubre de 2006   | Kitt Peak            | Spacewatch            |
| 406042 | 2006 TR109             | 10 d'octubre de 2006   | Palomar              | NEAT                  |
| 406043 | 2006 TU119             | 11 d'octubre de 2006   | Apache Point         | A. C. Becker          |
| 406044 | 2006 TX124             | 4 d'octubre de 2006    | Mount Lemmon         | Mt. Lemmon Survey     |
| 406045 | 2006 UY2               | 16 d'octubre de 2006   | Catalina             | CSS                   |
| 406046 | 2006 UQ5               | 16 d'octubre de 2006   | Catalina             | CSS                   |
| 406047 | 2006 UQ7               | 16 d'octubre de 2006   | Catalina             | CSS                   |
| 406048 | 2006 UA9               | 16 d'octubre de 2006   | Catalina             | CSS                   |
| 406049 | 2006 UH10              | 17 d'octubre de 2006   | Kitt Peak            | Spacewatch            |
| 406050 | 2006 UN16              | 17 d'octubre de 2006   | Mount Lemmon         | Mt. Lemmon Survey     |
| 406051 | 2006 US21              | 16 d'octubre de 2006   | Kitt Peak            | Spacewatch            |
| 406052 | 2006 UA25              | 16 d'octubre de 2006   | Kitt Peak            | Spacewatch            |
| 406053 | 2006 UJ31              | 27 de setembre de 2006 | Mount Lemmon         | Mt. Lemmon Survey     |
| 406054 | 2006 UK31              | 16 d'octubre de 2006   | Kitt Peak            | Spacewatch            |
| 406055 | 2006 UL31              | 16 d'octubre de 2006   | Kitt Peak            | Spacewatch            |
| 406056 | 2006 UC34              | 16 d'octubre de 2006   | Kitt Peak            | Spacewatch            |
| 406057 | 2006 US34              | 16 d'octubre de 2006   | Kitt Peak            | Spacewatch            |
| 406058 | 2006 UU38              | 16 d'octubre de 2006   | Kitt Peak            | Spacewatch            |
| 406059 | 2006 UB50              | 17 d'octubre de 2006   | Kitt Peak            | Spacewatch            |
| 406060 | 2006 UW53              | 17 d'octubre de 2006   | Mount Lemmon         | Mt. Lemmon Survey     |
| 406061 | 2006 UK61              | 19 d'octubre de 2006   | Mount Lemmon         | Mt. Lemmon Survey     |
| 406062 | 2006 UH63              | 20 d'octubre de 2006   | Nyukasa              | Nyukasa               |
| 406063 | 2006 UM73              | 17 d'octubre de 2006   | Kitt Peak            | Spacewatch            |
| 406064 | 2006 UZ77              | 17 d'octubre de 2006   | Kitt Peak            | Spacewatch            |
| 406065 | 2006 UH79              | 17 d'octubre de 2006   | Kitt Peak            | Spacewatch            |
| 406066 | 2006 UD81              | 2 d'octubre de 2006    | Mount Lemmon         | Mt. Lemmon Survey     |
| 406067 | 2006 UP85              | 17 d'octubre de 2006   | Kitt Peak            | Spacewatch            |
| 406068 | 2006 UT85              | 17 d'octubre de 2006   | Kitt Peak            | Spacewatch            |
| 406069 | 2006 UM93              | 2 d'octubre de 2006    | Mount Lemmon         | Mt. Lemmon Survey     |
| 406070 | 2006 UR94              | 18 d'octubre de 2006   | Kitt Peak            | Spacewatch            |
| 406071 | 2006 UN96              | 18 d'octubre de 2006   | Kitt Peak            | Spacewatch            |
| 406072 | 2006 UR108             | 18 d'octubre de 2006   | Kitt Peak            | Spacewatch            |
| 406073 | 2006 UB116             | 24 de setembre de 2006 | Kitt Peak            | Spacewatch            |
| 406074 | 2006 UO117             | 19 d'octubre de 2006   | Kitt Peak            | Spacewatch            |
| 406075 | 2006 UJ119             | 19 d'octubre de 2006   | Kitt Peak            | Spacewatch            |
| 406076 | 2006 UC123             | 19 d'octubre de 2006   | Kitt Peak            | Spacewatch            |
| 406077 | 2006 UN125             | 2 d'octubre de 2006    | Mount Lemmon         | Mt. Lemmon Survey     |
| 406078 | 2006 UV127             | 2 d'octubre de 2006    | Mount Lemmon         | Mt. Lemmon Survey     |
| 406079 | 2006 UR128             | 28 de setembre de 2006 | Mount Lemmon         | Mt. Lemmon Survey     |
| 406080 | 2006 UU135             | 19 d'octubre de 2006   | Kitt Peak            | Spacewatch            |
| 406081 | 2006 UK143             | 19 d'octubre de 2006   | Palomar              | NEAT                  |
| 406082 | 2006 UM144             | 19 d'octubre de 2006   | Kitt Peak            | Spacewatch            |
| 406083 | 2006 US149             | 20 d'octubre de 2006   | Catalina             | CSS                   |
| 406084 | 2006 UQ174             | 19 d'octubre de 2006   | Mount Lemmon         | Mt. Lemmon Survey     |
| 406085 | 2006 UL180             | 16 d'octubre de 2006   | Catalina             | CSS                   |
| 406086 | 2006 UA182             | 16 d'octubre de 2006   | Catalina             | CSS                   |
| 406087 | 2006 US187             | 19 d'octubre de 2006   | Catalina             | CSS                   |
| 406088 | 2006 UP188             | 19 d'octubre de 2006   | Catalina             | CSS                   |
| 406089 | 2006 UQ194             | 4 d'octubre de 2006    | Mount Lemmon         | Mt. Lemmon Survey     |
| 406090 | 2006 UQ203             | 22 d'octubre de 2006   | Palomar              | NEAT                  |
| 406091 | 2006 UJ245             | 26 de setembre de 2006 | Mount Lemmon         | Mt. Lemmon Survey     |
| 406092 | 2006 UN255             | 27 d'octubre de 2006   | Mount Lemmon         | Mt. Lemmon Survey     |
| 406093 | 2006 UD259             | 28 d'octubre de 2006   | Mount Lemmon         | Mt. Lemmon Survey     |
| 406094 | 2006 UK263             | 4 d'octubre de 2006    | Mount Lemmon         | Mt. Lemmon Survey     |
| 406095 | 2006 UY268             | 27 d'octubre de 2006   | Mount Lemmon         | Mt. Lemmon Survey     |
| 406096 | 2006 UE271             | 19 d'octubre de 2006   | Mount Lemmon         | Mt. Lemmon Survey     |
| 406097 | 2006 UX276             | 28 de setembre de 2006 | Mount Lemmon         | Mt. Lemmon Survey     |
| 406098 | 2006 UY281             | 12 d'octubre de 2006   | Kitt Peak            | Spacewatch            |
| 406099 | 2006 UW286             | 28 d'octubre de 2006   | Kitt Peak            | Spacewatch            |
| 406100 | 2006 UM313             | 19 d'octubre de 2006   | Kitt Peak            | M. W. Buie            |

## 406101-406200
| Nom    | Designació provisional | Data de descobriment   | Lloc de descobriment | Descobridor/s       |
| ------ | ---------------------- | ---------------------- | -------------------- | ------------------- |
| 406101 | 2006 UJ335             | 16 d'octubre de 2006   | Kitt Peak            | Spacewatch          |
| 406102 | 2006 VV3               | 9 de novembre de 2006  | Kitt Peak            | Spacewatch          |
| 406103 | 2006 VR4               | 9 de novembre de 2006  | Kitt Peak            | Spacewatch          |
| 406104 | 2006 VZ7               | 10 de novembre de 2006 | Kitt Peak            | Spacewatch          |
| 406105 | 2006 VQ9               | 11 de novembre de 2006 | Catalina             | CSS                 |
| 406106 | 2006 VW9               | 11 de novembre de 2006 | Mount Lemmon         | Mt. Lemmon Survey   |
| 406107 | 2006 VB10              | 11 de novembre de 2006 | Catalina             | CSS                 |
| 406108 | 2006 VU10              | 11 de novembre de 2006 | Catalina             | CSS                 |
| 406109 | 2006 VX22              | 10 de novembre de 2006 | Kitt Peak            | Spacewatch          |
| 406110 | 2006 VW27              | 10 de novembre de 2006 | Kitt Peak            | Spacewatch          |
| 406111 | 2006 VQ29              | 10 de novembre de 2006 | Kitt Peak            | Spacewatch          |
| 406112 | 2006 VR33              | 11 de novembre de 2006 | Mount Lemmon         | Mt. Lemmon Survey   |
| 406113 | 2006 VZ36              | 4 d'octubre de 2006    | Mount Lemmon         | Mt. Lemmon Survey   |
| 406114 | 2006 VF42              | 22 d'octubre de 2006   | Kitt Peak            | Spacewatch          |
| 406115 | 2006 VP43              | 13 de novembre de 2006 | Kitt Peak            | Spacewatch          |
| 406116 | 2006 VX43              | 28 de setembre de 2006 | Mount Lemmon         | Mt. Lemmon Survey   |
| 406117 | 2006 VB50              | 10 de novembre de 2006 | Kitt Peak            | Spacewatch          |
| 406118 | 2006 VM52              | 11 de novembre de 2006 | Kitt Peak            | Spacewatch          |
| 406119 | 2006 VY52              | 11 de novembre de 2006 | Kitt Peak            | Spacewatch          |
| 406120 | 2006 VP58              | 11 de novembre de 2006 | Kitt Peak            | Spacewatch          |
| 406121 | 2006 VB60              | 11 de novembre de 2006 | Kitt Peak            | Spacewatch          |
| 406122 | 2006 VP62              | 11 de novembre de 2006 | Kitt Peak            | Spacewatch          |
| 406123 | 2006 VU62              | 11 de novembre de 2006 | Kitt Peak            | Spacewatch          |
| 406124 | 2006 VT64              | 27 de setembre de 2006 | Mount Lemmon         | Mt. Lemmon Survey   |
| 406125 | 2006 VP65              | 27 de setembre de 2006 | Mount Lemmon         | Mt. Lemmon Survey   |
| 406126 | 2006 VC70              | 31 d'octubre de 2006   | Mount Lemmon         | Mt. Lemmon Survey   |
| 406127 | 2006 VR82              | 13 de novembre de 2006 | Kitt Peak            | Spacewatch          |
| 406128 | 2006 VT82              | 13 de novembre de 2006 | Kitt Peak            | Spacewatch          |
| 406129 | 2006 VN84              | 13 de novembre de 2006 | Kitt Peak            | Spacewatch          |
| 406130 | 2006 VF85              | 13 de novembre de 2006 | Catalina             | CSS                 |
| 406131 | 2006 VY96              | 10 de novembre de 2006 | Kitt Peak            | Spacewatch          |
| 406132 | 2006 VM98              | 21 d'octubre de 2006   | Mount Lemmon         | Mt. Lemmon Survey   |
| 406133 | 2006 VF102             | 27 de setembre de 2006 | Mount Lemmon         | Mt. Lemmon Survey   |
| 406134 | 2006 VJ103             | 12 de novembre de 2006 | Lulin                | H.-C. Lin, Q.-z. Ye |
| 406135 | 2006 VB104             | 13 de novembre de 2006 | Kitt Peak            | Spacewatch          |
| 406136 | 2006 VL108             | 20 d'octubre de 2006   | Mount Lemmon         | Mt. Lemmon Survey   |
| 406137 | 2006 VP109             | 30 d'octubre de 2006   | Catalina             | CSS                 |
| 406138 | 2006 VM111             | 13 de novembre de 2006 | Kitt Peak            | Spacewatch          |
| 406139 | 2006 VW113             | 13 de novembre de 2006 | Kitt Peak            | Spacewatch          |
| 406140 | 2006 VA114             | 21 d'octubre de 2006   | Kitt Peak            | Spacewatch          |
| 406141 | 2006 VE115             | 4 d'octubre de 2006    | Mount Lemmon         | Mt. Lemmon Survey   |
| 406142 | 2006 VM116             | 14 de novembre de 2006 | Socorro              | LINEAR              |
| 406143 | 2006 VK118             | 27 d'octubre de 2006   | Mount Lemmon         | Mt. Lemmon Survey   |
| 406144 | 2006 VP127             | 23 d'octubre de 2006   | Kitt Peak            | Spacewatch          |
| 406145 | 2006 VP130             | 15 de novembre de 2006 | Kitt Peak            | Spacewatch          |
| 406146 | 2006 VR131             | 15 de novembre de 2006 | Catalina             | CSS                 |
| 406147 | 2006 VA136             | 15 de novembre de 2006 | Kitt Peak            | Spacewatch          |
| 406148 | 2006 VO140             | 15 de novembre de 2006 | Kitt Peak            | Spacewatch          |
| 406149 | 2006 VH150             | 9 de novembre de 2006  | Palomar              | NEAT                |
| 406150 | 2006 VV154             | 8 de novembre de 2006  | Palomar              | NEAT                |
| 406151 | 2006 VB155             | 8 de maig de 2005      | Kitt Peak            | Spacewatch          |
| 406152 | 2006 VK169             | 10 de novembre de 2006 | Kitt Peak            | Spacewatch          |
| 406153 | 2006 VM169             | 11 de novembre de 2006 | Kitt Peak            | Spacewatch          |
| 406154 | 2006 VT170             | 1 de novembre de 2006  | Mount Lemmon         | Mt. Lemmon Survey   |
| 406155 | 2006 VU171             | 8 de novembre de 2006  | Palomar              | NEAT                |
| 406156 | 2006 VA172             | 13 de novembre de 2006 | Mount Lemmon         | Mt. Lemmon Survey   |
| 406157 | 2006 WT4               | 18 de setembre de 2006 | Kitt Peak            | Spacewatch          |
| 406158 | 2006 WM6               | 16 de novembre de 2006 | Kitt Peak            | Spacewatch          |
| 406159 | 2006 WU11              | 19 d'octubre de 2006   | Mount Lemmon         | Mt. Lemmon Survey   |
| 406160 | 2006 WQ17              | 1 de novembre de 2006  | Mount Lemmon         | Mt. Lemmon Survey   |
| 406161 | 2006 WP26              | 18 de novembre de 2006 | Socorro              | LINEAR              |
| 406162 | 2006 WF35              | 16 de novembre de 2006 | Kitt Peak            | Spacewatch          |
| 406163 | 2006 WB38              | 23 d'octubre de 2006   | Mount Lemmon         | Mt. Lemmon Survey   |
| 406164 | 2006 WH38              | 16 de novembre de 2006 | Kitt Peak            | Spacewatch          |
| 406165 | 2006 WC40              | 16 de novembre de 2006 | Kitt Peak            | Spacewatch          |
| 406166 | 2006 WY45              | 16 de novembre de 2006 | Mount Lemmon         | Mt. Lemmon Survey   |
| 406167 | 2006 WM47              | 16 de novembre de 2006 | Kitt Peak            | Spacewatch          |
| 406168 | 2006 WS47              | 16 de novembre de 2006 | Kitt Peak            | Spacewatch          |
| 406169 | 2006 WX50              | 1 de novembre de 2006  | Mount Lemmon         | Mt. Lemmon Survey   |
| 406170 | 2006 WN52              | 16 de novembre de 2006 | Kitt Peak            | Spacewatch          |
| 406171 | 2006 WC58              | 17 de novembre de 2006 | Kitt Peak            | Spacewatch          |
| 406172 | 2006 WB72              | 31 d'octubre de 2006   | Mount Lemmon         | Mt. Lemmon Survey   |
| 406173 | 2006 WF72              | 31 d'octubre de 2006   | Mount Lemmon         | Mt. Lemmon Survey   |
| 406174 | 2006 WC74              | 18 de novembre de 2006 | Kitt Peak            | Spacewatch          |
| 406175 | 2006 WB78              | 18 de novembre de 2006 | Kitt Peak            | Spacewatch          |
| 406176 | 2006 WQ80              | 18 de novembre de 2006 | Kitt Peak            | Spacewatch          |
| 406177 | 2006 WQ81              | 18 de novembre de 2006 | Kitt Peak            | Spacewatch          |
| 406178 | 2006 WO94              | 19 de novembre de 2006 | Kitt Peak            | Spacewatch          |
| 406179 | 2006 WL98              | 19 de novembre de 2006 | Kitt Peak            | Spacewatch          |
| 406180 | 2006 WV99              | 19 de novembre de 2006 | Kitt Peak            | Spacewatch          |
| 406181 | 2006 WC100             | 19 de novembre de 2006 | Catalina             | CSS                 |
| 406182 | 2006 WD100             | 22 d'octubre de 2006   | Catalina             | CSS                 |
| 406183 | 2006 WW101             | 19 de novembre de 2006 | Catalina             | CSS                 |
| 406184 | 2006 WX108             | 15 de novembre de 2006 | Catalina             | CSS                 |
| 406185 | 2006 WE117             | 23 d'octubre de 2006   | Catalina             | CSS                 |
| 406186 | 2006 WQ117             | 20 de novembre de 2006 | Catalina             | CSS                 |
| 406187 | 2006 WM122             | 21 de novembre de 2006 | Mount Lemmon         | Mt. Lemmon Survey   |
| 406188 | 2006 WK124             | 14 de novembre de 2006 | Kitt Peak            | Spacewatch          |
| 406189 | 2006 WP128             | 26 de novembre de 2006 | 7300                 | W. K. Y. Yeung      |
| 406190 | 2006 WJ136             | 19 de novembre de 2006 | Kitt Peak            | Spacewatch          |
| 406191 | 2006 WP139             | 31 d'octubre de 2006   | Mount Lemmon         | Mt. Lemmon Survey   |
| 406192 | 2006 WY142             | 20 de novembre de 2006 | Kitt Peak            | Spacewatch          |
| 406193 | 2006 WT172             | 23 de novembre de 2006 | Kitt Peak            | Spacewatch          |
| 406194 | 2006 WA179             | 24 de novembre de 2006 | Mount Lemmon         | Mt. Lemmon Survey   |
| 406195 | 2006 WR185             | 16 de novembre de 2006 | Catalina             | CSS                 |
| 406196 | 2006 WP190             | 25 de novembre de 2006 | Kitt Peak            | Spacewatch          |
| 406197 | 2006 WV194             | 18 de novembre de 2006 | Mount Lemmon         | Mt. Lemmon Survey   |
| 406198 | 2006 WX199             | 16 de novembre de 2006 | Mount Lemmon         | Mt. Lemmon Survey   |
| 406199 | 2006 WQ200             | 22 de novembre de 2006 | Kitt Peak            | Spacewatch          |
| 406200 | 2006 WP201             | 22 de novembre de 2006 | Socorro              | LINEAR              |

## 406201-406300
| Nom    | Designació provisional | Data de descobriment   | Lloc de descobriment | Descobridor/s     |
| ------ | ---------------------- | ---------------------- | -------------------- | ----------------- |
| 406201 | 2006 XF16              | 10 de desembre de 2006 | Kitt Peak            | Spacewatch        |
| 406202 | 2006 XV16              | 27 de novembre de 2006 | Mount Lemmon         | Mt. Lemmon Survey |
| 406203 | 2006 XL25              | 12 de desembre de 2006 | Mount Lemmon         | Mt. Lemmon Survey |
| 406204 | 2006 XB38              | 11 de desembre de 2006 | Kitt Peak            | Spacewatch        |
| 406205 | 2006 XM63              | 19 de setembre de 2006 | Catalina             | CSS               |
| 406206 | 2006 XT63              | 15 de novembre de 2006 | Catalina             | CSS               |
| 406207 | 2006 XN65              | 12 de desembre de 2006 | Palomar              | NEAT              |
| 406208 | 2006 YP8               | 20 de desembre de 2006 | Mount Lemmon         | Mt. Lemmon Survey |
| 406209 | 2006 YW22              | 13 de desembre de 2006 | Kitt Peak            | Spacewatch        |
| 406210 | 2006 YN38              | 25 de novembre de 2006 | Mount Lemmon         | Mt. Lemmon Survey |
| 406211 | 2006 YV45              | 16 de novembre de 2006 | Socorro              | LINEAR            |
| 406212 | 2006 YP47              | 14 de desembre de 2006 | Kitt Peak            | Spacewatch        |
| 406213 | 2007 AB2               | 10 de gener de 2007    | Catalina             | CSS               |
| 406214 | 2007 AP3               | 18 de novembre de 2006 | Mount Lemmon         | Mt. Lemmon Survey |
| 406215 | 2007 AZ24              | 10 de gener de 2007    | Kitt Peak            | Spacewatch        |
| 406216 | 2007 AN29              | 8 de gener de 2007     | Kitt Peak            | Spacewatch        |
| 406217 | 2007 AM31              | 22 de novembre de 2006 | Mount Lemmon         | Mt. Lemmon Survey |
| 406218 | 2007 BB15              | 17 de gener de 2007    | Kitt Peak            | Spacewatch        |
| 406219 | 2007 BK18              | 17 de gener de 2007    | Palomar              | NEAT              |
| 406220 | 2007 BD20              | 21 de desembre de 2006 | Kitt Peak            | Spacewatch        |
| 406221 | 2007 BO20              | 23 de gener de 2007    | Anderson Mesa        | LONEOS            |
| 406222 | 2007 BP22              | 24 de gener de 2007    | Catalina             | CSS               |
| 406223 | 2007 BP31              | 17 de gener de 2007    | Mount Lemmon         | Mt. Lemmon Survey |
| 406224 | 2007 BV31              | 24 de desembre de 2006 | Mount Lemmon         | Mt. Lemmon Survey |
| 406225 | 2007 BF32              | 24 de gener de 2007    | Mount Lemmon         | Mt. Lemmon Survey |
| 406226 | 2007 BL32              | 24 de gener de 2007    | Mount Lemmon         | Mt. Lemmon Survey |
| 406227 | 2007 BO34              | 24 de gener de 2007    | Mount Lemmon         | Mt. Lemmon Survey |
| 406228 | 2007 BR36              | 23 d'octubre de 2006   | Mount Lemmon         | Mt. Lemmon Survey |
| 406229 | 2007 BA39              | 24 de gener de 2007    | Catalina             | CSS               |
| 406230 | 2007 BO50              | 1 de novembre de 2006  | Kitt Peak            | Spacewatch        |
| 406231 | 2007 BR52              | 24 de gener de 2007    | Kitt Peak            | Spacewatch        |
| 406232 | 2007 BZ54              | 24 de gener de 2007    | Mount Lemmon         | Mt. Lemmon Survey |
| 406233 | 2007 BO63              | 25 d'octubre de 2005   | Kitt Peak            | Spacewatch        |
| 406234 | 2007 BC66              | 27 de gener de 2007    | Mount Lemmon         | Mt. Lemmon Survey |
| 406235 | 2007 BF73              | 25 de gener de 2007    | Socorro              | LINEAR            |
| 406236 | 2007 BJ100             | 17 de gener de 2007    | Kitt Peak            | Spacewatch        |
| 406237 | 2007 CW10              | 24 de novembre de 2006 | Mount Lemmon         | Mt. Lemmon Survey |
| 406238 | 2007 CQ17              | 21 de novembre de 2006 | Mount Lemmon         | Mt. Lemmon Survey |
| 406239 | 2007 CB37              | 27 de gener de 2007    | Kitt Peak            | Spacewatch        |
| 406240 | 2007 CB48              | 10 de febrer de 2007   | Mount Lemmon         | Mt. Lemmon Survey |
| 406241 | 2007 CM50              | 8 de febrer de 2007    | Palomar              | NEAT              |
| 406242 | 2007 CJ55              | 10 de febrer de 2007   | Mount Lemmon         | Mt. Lemmon Survey |
| 406243 | 2007 CY62              | 10 de gener de 2007    | Kitt Peak            | Spacewatch        |
| 406244 | 2007 CP75              | 14 de febrer de 2007   | Mauna Kea            | Mauna Kea         |
| 406245 | 2007 DP13              | 16 de febrer de 2007   | Črni Vrh             | Crni Vrh          |
| 406246 | 2007 DE21              | 28 de gener de 2007    | Mount Lemmon         | Mt. Lemmon Survey |
| 406247 | 2007 DT22              | 17 de febrer de 2007   | Kitt Peak            | Spacewatch        |
| 406248 | 2007 DX25              | 27 de gener de 2007    | Mount Lemmon         | Mt. Lemmon Survey |
| 406249 | 2007 DG32              | 17 de febrer de 2007   | Kitt Peak            | Spacewatch        |
| 406250 | 2007 DL32              | 17 de febrer de 2007   | Kitt Peak            | Spacewatch        |
| 406251 | 2007 DY32              | 27 de gener de 2007    | Mount Lemmon         | Mt. Lemmon Survey |
| 406252 | 2007 DW38              | 17 de febrer de 2007   | Kitt Peak            | Spacewatch        |
| 406253 | 2007 DD43              | 8 de febrer de 2007    | Kitt Peak            | Spacewatch        |
| 406254 | 2007 DA55              | 23 d'agost de 2004     | Kitt Peak            | Spacewatch        |
| 406255 | 2007 DP63              | 21 de febrer de 2007   | Kitt Peak            | Spacewatch        |
| 406256 | 2007 DH91              | 23 de febrer de 2007   | Mount Lemmon         | Mt. Lemmon Survey |
| 406257 | 2007 DE96              | 23 de febrer de 2007   | Kitt Peak            | Spacewatch        |
| 406258 | 2007 DQ115             | 21 de febrer de 2007   | Mount Lemmon         | Mt. Lemmon Survey |
| 406259 | 2007 DB116             | 4 de novembre de 2005  | Kitt Peak            | Spacewatch        |
| 406260 | 2007 DS116             | 17 de febrer de 2007   | Črni Vrh             | Crni Vrh          |
| 406261 | 2007 DN117             | 25 de febrer de 2007   | Mount Lemmon         | Mt. Lemmon Survey |
| 406262 | 2007 EB4               | 9 de març de 2007      | Kitt Peak            | Spacewatch        |
| 406263 | 2007 ER8               | 9 de març de 2007      | Mount Lemmon         | Mt. Lemmon Survey |
| 406264 | 2007 EY28              | 9 de març de 2007      | Mount Lemmon         | Mt. Lemmon Survey |
| 406265 | 2007 ED46              | 9 de març de 2007      | Mount Lemmon         | Mt. Lemmon Survey |
| 406266 | 2007 ET48              | 9 de març de 2007      | Kitt Peak            | Spacewatch        |
| 406267 | 2007 EK51              | 10 de març de 2007     | Palomar              | NEAT              |
| 406268 | 2007 EZ53              | 11 de març de 2007     | Mount Lemmon         | Mt. Lemmon Survey |
| 406269 | 2007 EA58              | 27 de gener de 2007    | Kitt Peak            | Spacewatch        |
| 406270 | 2007 EB61              | 4 d'octubre de 2004    | Kitt Peak            | Spacewatch        |
| 406271 | 2007 EB66              | 10 de març de 2007     | Kitt Peak            | Spacewatch        |
| 406272 | 2007 EW67              | 25 de febrer de 2007   | Mount Lemmon         | Mt. Lemmon Survey |
| 406273 | 2007 EQ76              | 10 de març de 2007     | Kitt Peak            | Spacewatch        |
| 406274 | 2007 EB84              | 26 de febrer de 2007   | Mount Lemmon         | Mt. Lemmon Survey |
| 406275 | 2007 EN84              | 26 de febrer de 2007   | Mount Lemmon         | Mt. Lemmon Survey |
| 406276 | 2007 ET101             | 11 de març de 2007     | Kitt Peak            | Spacewatch        |
| 406277 | 2007 EH127             | 21 de febrer de 2007   | Kitt Peak            | Spacewatch        |
| 406278 | 2007 EG135             | 10 de març de 2007     | Mount Lemmon         | Mt. Lemmon Survey |
| 406279 | 2007 EJ135             | 10 de març de 2007     | Mount Lemmon         | Mt. Lemmon Survey |
| 406280 | 2007 ES145             | 12 de març de 2007     | Mount Lemmon         | Mt. Lemmon Survey |
| 406281 | 2007 EU145             | 12 de març de 2007     | Mount Lemmon         | Mt. Lemmon Survey |
| 406282 | 2007 EY149             | 12 de març de 2007     | Mount Lemmon         | Mt. Lemmon Survey |
| 406283 | 2007 EW161             | 15 de març de 2007     | Mount Lemmon         | Mt. Lemmon Survey |
| 406284 | 2007 EU165             | 11 de març de 2007     | Catalina             | CSS               |
| 406285 | 2007 EG174             | 14 de març de 2007     | Kitt Peak            | Spacewatch        |
| 406286 | 2007 EM191             | 13 de març de 2007     | Kitt Peak            | Spacewatch        |
| 406287 | 2007 EO216             | 26 de febrer de 2007   | Mount Lemmon         | Mt. Lemmon Survey |
| 406288 | 2007 EC217             | 9 de març de 2007      | Mount Lemmon         | Mt. Lemmon Survey |
| 406289 | 2007 ED217             | 9 de març de 2007      | Mount Lemmon         | Mt. Lemmon Survey |
| 406290 | 2007 EO218             | 10 de març de 2007     | Mount Lemmon         | Mt. Lemmon Survey |
| 406291 | 2007 EB219             | 13 de març de 2007     | Kitt Peak            | Spacewatch        |
| 406292 | 2007 EK221             | 15 de març de 2007     | Kitt Peak            | Spacewatch        |
| 406293 | 2007 FQ16              | 28 de gener de 2007    | Kitt Peak            | Spacewatch        |
| 406294 | 2007 FB25              | 20 de març de 2007     | Kitt Peak            | Spacewatch        |
| 406295 | 2007 FK25              | 20 de març de 2007     | Kitt Peak            | Spacewatch        |
| 406296 | 2007 FO29              | 10 de març de 2007     | Mount Lemmon         | Mt. Lemmon Survey |
| 406297 | 2007 FJ48              | 26 de març de 2007     | Mount Lemmon         | Mt. Lemmon Survey |
| 406298 | 2007 FT49              | 20 de març de 2007     | Kitt Peak            | Spacewatch        |
| 406299 | 2007 GY23              | 11 d'abril de 2007     | Kitt Peak            | Spacewatch        |
| 406300 | 2007 GR24              | 11 d'abril de 2007     | Kitt Peak            | Spacewatch        |

## 406301-406400
| Nom    | Designació provisional | Data de descobriment   | Lloc de descobriment | Descobridor/s          |
| ------ | ---------------------- | ---------------------- | -------------------- | ---------------------- |
| 406301 | 2007 GO51              | 26 de març de 2007     | Catalina             | CSS                    |
| 406302 | 2007 GX52              | 14 d'abril de 2007     | Kitt Peak            | Spacewatch             |
| 406303 | 2007 GM59              | 15 d'abril de 2007     | Kitt Peak            | Spacewatch             |
| 406304 | 2007 HV21              | 18 d'abril de 2007     | Kitt Peak            | Spacewatch             |
| 406305 | 2007 HN27              | 18 d'abril de 2007     | Kitt Peak            | Spacewatch             |
| 406306 | 2007 HN42              | 22 d'abril de 2007     | Mount Lemmon         | Mt. Lemmon Survey      |
| 406307 | 2007 HA43              | 20 de març de 2007     | Kitt Peak            | Spacewatch             |
| 406308 | 2007 HG60              | 18 d'abril de 2007     | XuYi                 | PMO NEO Survey Program |
| 406309 | 2007 HX69              | 24 d'abril de 2007     | Kitt Peak            | Spacewatch             |
| 406310 | 2007 HB75              | 22 d'abril de 2007     | Kitt Peak            | Spacewatch             |
| 406311 | 2007 HL84              | 22 d'abril de 2007     | Mount Lemmon         | Mt. Lemmon Survey      |
| 406312 | 2007 HP95              | 18 d'abril de 2007     | Kitt Peak            | Spacewatch             |
| 406313 | 2007 JY13              | 9 de maig de 2007      | Mount Lemmon         | Mt. Lemmon Survey      |
| 406314 | 2007 JQ19              | 18 d'abril de 2007     | Mount Lemmon         | Mt. Lemmon Survey      |
| 406315 | 2007 JY21              | 10 de maig de 2007     | Kitt Peak            | Spacewatch             |
| 406316 | 2007 JU27              | 14 d'abril de 2007     | Kitt Peak            | Spacewatch             |
| 406317 | 2007 JH31              | 12 de maig de 2007     | Mount Lemmon         | Mt. Lemmon Survey      |
| 406318 | 2007 JU37              | 12 de maig de 2007     | Mount Lemmon         | Mt. Lemmon Survey      |
| 406319 | 2007 LP5               | 10 de maig de 2007     | Mount Lemmon         | Mt. Lemmon Survey      |
| 406320 | 2007 LZ10              | 4 de novembre de 2004  | Kitt Peak            | Spacewatch             |
| 406321 | 2007 LR16              | 10 de juny de 2007     | Kitt Peak            | Spacewatch             |
| 406322 | 2007 LP24              | 14 de juny de 2007     | Kitt Peak            | Spacewatch             |
| 406323 | 2007 PE1               | 4 d'agost de 2007      | Bergisch Gladbac     | W. Bickel              |
| 406324 | 2007 PR8               | 7 d'octubre de 2004    | Kitt Peak            | Spacewatch             |
| 406325 | 2007 PH36              | 13 d'agost de 2007     | Socorro              | LINEAR                 |
| 406326 | 2007 PE49              | 9 d'agost de 2007      | Socorro              | LINEAR                 |
| 406327 | 2007 QH10              | 23 d'agost de 2007     | Kitt Peak            | Spacewatch             |
| 406328 | 2007 QK12              | 15 de juny de 2007     | Kitt Peak            | Spacewatch             |
| 406329 | 2007 QQ17              | 24 d'agost de 2007     | Kitt Peak            | Spacewatch             |
| 406330 | 2007 RB3               | 3 de setembre de 2007  | Catalina             | CSS                    |
| 406331 | 2007 RM14              | 11 de setembre de 2007 | Remanzacco           | Remanzacco             |
| 406332 | 2007 RU33              | 5 de setembre de 2007  | Mount Lemmon         | Mt. Lemmon Survey      |
| 406333 | 2007 RN34              | 6 de setembre de 2007  | Anderson Mesa        | LONEOS                 |
| 406334 | 2007 RS34              | 6 de setembre de 2007  | Anderson Mesa        | LONEOS                 |
| 406335 | 2007 RV37              | 8 de setembre de 2007  | Anderson Mesa        | LONEOS                 |
| 406336 | 2007 RW43              | 9 de setembre de 2007  | Kitt Peak            | Spacewatch             |
| 406337 | 2007 RT46              | 9 de setembre de 2007  | Kitt Peak            | Spacewatch             |
| 406338 | 2007 RU59              | 10 de setembre de 2007 | Catalina             | CSS                    |
| 406339 | 2007 RE64              | 10 de setembre de 2007 | Mount Lemmon         | Mt. Lemmon Survey      |
| 406340 | 2007 RZ67              | 10 de setembre de 2007 | Kitt Peak            | Spacewatch             |
| 406341 | 2007 RW79              | 24 d'agost de 2007     | Kitt Peak            | Spacewatch             |
| 406342 | 2007 RR87              | 10 de setembre de 2007 | Mount Lemmon         | Mt. Lemmon Survey      |
| 406343 | 2007 RU95              | 10 de setembre de 2007 | Kitt Peak            | Spacewatch             |
| 406344 | 2007 RW95              | 10 de setembre de 2007 | Kitt Peak            | Spacewatch             |
| 406345 | 2007 RZ106             | 11 de setembre de 2007 | Mount Lemmon         | Mt. Lemmon Survey      |
| 406346 | 2007 RG111             | 11 de setembre de 2007 | Kitt Peak            | Spacewatch             |
| 406347 | 2007 RH127             | 12 de setembre de 2007 | Mount Lemmon         | Mt. Lemmon Survey      |
| 406348 | 2007 RL127             | 12 de setembre de 2007 | Mount Lemmon         | Mt. Lemmon Survey      |
| 406349 | 2007 RU128             | 12 de setembre de 2007 | Mount Lemmon         | Mt. Lemmon Survey      |
| 406350 | 2007 RU139             | 13 de setembre de 2007 | Socorro              | LINEAR                 |
| 406351 | 2007 RL140             | 13 de setembre de 2007 | Socorro              | LINEAR                 |
| 406352 | 2007 RC162             | 15 de setembre de 2007 | Vicques              | M. Ory                 |
| 406353 | 2007 RK169             | 10 de setembre de 2007 | Kitt Peak            | Spacewatch             |
| 406354 | 2007 RA171             | 10 de setembre de 2007 | Kitt Peak            | Spacewatch             |
| 406355 | 2007 RR171             | 10 de setembre de 2007 | Kitt Peak            | Spacewatch             |
| 406356 | 2007 RE179             | 10 de setembre de 2007 | Mount Lemmon         | Mt. Lemmon Survey      |
| 406357 | 2007 RW181             | 11 de setembre de 2007 | Mount Lemmon         | Mt. Lemmon Survey      |
| 406358 | 2007 RR191             | 11 de setembre de 2007 | Kitt Peak            | Spacewatch             |
| 406359 | 2007 RA193             | 12 de setembre de 2007 | Kitt Peak            | Spacewatch             |
| 406360 | 2007 RU195             | 12 de setembre de 2007 | Kitt Peak            | Spacewatch             |
| 406361 | 2007 RQ200             | 13 de setembre de 2007 | Kitt Peak            | Spacewatch             |
| 406362 | 2007 RD202             | 13 de setembre de 2007 | Kitt Peak            | Spacewatch             |
| 406363 | 2007 RH205             | 9 de setembre de 2007  | Kitt Peak            | Spacewatch             |
| 406364 | 2007 RU210             | 11 de setembre de 2007 | Kitt Peak            | Spacewatch             |
| 406365 | 2007 RU212             | 2 de setembre de 2007  | Mount Lemmon         | Mt. Lemmon Survey      |
| 406366 | 2007 RB214             | 8 de novembre de 1993  | Kitt Peak            | Spacewatch             |
| 406367 | 2007 RJ216             | 13 de setembre de 2007 | Anderson Mesa        | LONEOS                 |
| 406368 | 2007 RT220             | 14 de setembre de 2007 | Mount Lemmon         | Mt. Lemmon Survey      |
| 406369 | 2007 RV233             | 13 d'agost de 2007     | Socorro              | LINEAR                 |
| 406370 | 2007 RV252             | 13 de setembre de 2007 | Mount Lemmon         | Mt. Lemmon Survey      |
| 406371 | 2007 RU265             | 15 de setembre de 2007 | Mount Lemmon         | Mt. Lemmon Survey      |
| 406372 | 2007 RQ267             | 15 de setembre de 2007 | Kitt Peak            | Spacewatch             |
| 406373 | 2007 RY268             | 15 de setembre de 2007 | Mount Lemmon         | Mt. Lemmon Survey      |
| 406374 | 2007 RE284             | 10 de setembre de 2007 | Kitt Peak            | Spacewatch             |
| 406375 | 2007 RH298             | 9 de setembre de 2007  | Kitt Peak            | Spacewatch             |
| 406376 | 2007 RN302             | 8 de setembre de 2007  | Mount Lemmon         | Mt. Lemmon Survey      |
| 406377 | 2007 RM312             | 13 de setembre de 2007 | Catalina             | CSS                    |
| 406378 | 2007 RB315             | 7 de setembre de 2007  | Socorro              | LINEAR                 |
| 406379 | 2007 RP315             | 12 de setembre de 2007 | Catalina             | CSS                    |
| 406380 | 2007 RX316             | 9 de setembre de 2007  | Kitt Peak            | Spacewatch             |
| 406381 | 2007 RK319             | 12 de setembre de 2007 | Mount Lemmon         | Mt. Lemmon Survey      |
| 406382 | 2007 RY320             | 11 de setembre de 2007 | Kitt Peak            | Spacewatch             |
| 406383 | 2007 RP322             | 13 de setembre de 2007 | Socorro              | LINEAR                 |
| 406384 | 2007 RX323             | 12 de setembre de 2007 | Catalina             | CSS                    |
| 406385 | 2007 ST6               | 18 de setembre de 2007 | Anderson Mesa        | LONEOS                 |
| 406386 | 2007 SZ10              | 21 de setembre de 2007 | Bergisch Gladbac     | W. Bickel              |
| 406387 | 2007 SK12              | 30 d'octubre de 2000   | Socorro              | LINEAR                 |
| 406388 | 2007 SW16              | 14 de setembre de 2007 | Mount Lemmon         | Mt. Lemmon Survey      |
| 406389 | 2007 TZ3               | 5 d'octubre de 2007    | Pla D'Arguines       | R. Ferrando            |
| 406390 | 2007 TF9               | 6 d'octubre de 2007    | Socorro              | LINEAR                 |
| 406391 | 2007 TQ10              | 6 d'octubre de 2007    | Socorro              | LINEAR                 |
| 406392 | 2007 TB17              | 4 d'octubre de 2007    | Kitt Peak            | Spacewatch             |
| 406393 | 2007 TQ19              | 7 d'octubre de 2007    | Črni Vrh             | Crni Vrh               |
| 406394 | 2007 TD33              | 6 d'octubre de 2007    | Kitt Peak            | Spacewatch             |
| 406395 | 2007 TS36              | 4 d'octubre de 2007    | Catalina             | CSS                    |
| 406396 | 2007 TJ55              | 8 de setembre de 2007  | Mount Lemmon         | Mt. Lemmon Survey      |
| 406397 | 2007 TZ62              | 7 d'octubre de 2007    | Mount Lemmon         | Mt. Lemmon Survey      |
| 406398 | 2007 TZ67              | 9 de setembre de 2007  | Anderson Mesa        | LONEOS                 |
| 406399 | 2007 TG73              | 14 d'octubre de 2007   | Altschwendt          | W. Ries                |
| 406400 | 2007 TC79              | 15 de setembre de 2007 | Mount Lemmon         | Mt. Lemmon Survey      |

## 406401-406500
| Nom    | Designació provisional | Data de descobriment   | Lloc de descobriment | Descobridor/s          |
| ------ | ---------------------- | ---------------------- | -------------------- | ---------------------- |
| 406401 | 2007 TU79              | 6 d'octubre de 2007    | Kitt Peak            | Spacewatch             |
| 406402 | 2007 TB94              | 7 d'octubre de 2007    | Catalina             | CSS                    |
| 406403 | 2007 TD103             | 8 d'octubre de 2007    | Mount Lemmon         | Mt. Lemmon Survey      |
| 406404 | 2007 TP105             | 15 d'octubre de 2007   | Calvin-Rehoboth      | Calvin College         |
| 406405 | 2007 TJ109             | 7 d'octubre de 2007    | Catalina             | CSS                    |
| 406406 | 2007 TD115             | 8 d'octubre de 2007    | Anderson Mesa        | LONEOS                 |
| 406407 | 2007 TZ119             | 9 d'octubre de 2007    | Purple Mountain      | PMO NEO Survey Program |
| 406408 | 2007 TP124             | 6 d'octubre de 2007    | Kitt Peak            | Spacewatch             |
| 406409 | 2007 TK125             | 6 d'octubre de 2007    | Kitt Peak            | Spacewatch             |
| 406410 | 2007 TT129             | 15 de setembre de 2007 | Mount Lemmon         | Mt. Lemmon Survey      |
| 406411 | 2007 TZ137             | 8 d'octubre de 2007    | Mount Lemmon         | Mt. Lemmon Survey      |
| 406412 | 2007 TW144             | 6 d'octubre de 2007    | Socorro              | LINEAR                 |
| 406413 | 2007 TZ150             | 24 de setembre de 2007 | Kitt Peak            | Spacewatch             |
| 406414 | 2007 TG153             | 9 d'octubre de 2007    | Socorro              | LINEAR                 |
| 406415 | 2007 TH156             | 8 d'octubre de 2007    | Catalina             | CSS                    |
| 406416 | 2007 TA159             | 24 de setembre de 2007 | Kitt Peak            | Spacewatch             |
| 406417 | 2007 TP160             | 9 d'octubre de 2007    | Socorro              | LINEAR                 |
| 406418 | 2007 TP163             | 6 d'octubre de 2007    | Kitt Peak            | Spacewatch             |
| 406419 | 2007 TZ166             | 12 d'octubre de 2007   | Socorro              | LINEAR                 |
| 406420 | 2007 TF170             | 27 de setembre de 2007 | Mount Lemmon         | Mt. Lemmon Survey      |
| 406421 | 2007 TL175             | 4 d'octubre de 2007    | Kitt Peak            | Spacewatch             |
| 406422 | 2007 TR176             | 6 d'octubre de 2007    | Kitt Peak            | Spacewatch             |
| 406423 | 2007 TN179             | 7 d'octubre de 2007    | Catalina             | CSS                    |
| 406424 | 2007 TJ182             | 11 de setembre de 2007 | Catalina             | CSS                    |
| 406425 | 2007 TQ197             | 8 d'octubre de 2007    | Mount Lemmon         | Mt. Lemmon Survey      |
| 406426 | 2007 TY200             | 8 d'octubre de 2007    | Kitt Peak            | Spacewatch             |
| 406427 | 2007 TB207             | 10 d'octubre de 2007   | Mount Lemmon         | Mt. Lemmon Survey      |
| 406428 | 2007 TH213             | 7 d'octubre de 2007    | Kitt Peak            | Spacewatch             |
| 406429 | 2007 TL218             | 7 d'octubre de 2007    | Kitt Peak            | Spacewatch             |
| 406430 | 2007 TE224             | 10 d'octubre de 2007   | Mount Lemmon         | Mt. Lemmon Survey      |
| 406431 | 2007 TZ235             | 9 d'octubre de 2007    | Mount Lemmon         | Mt. Lemmon Survey      |
| 406432 | 2007 TK240             | 14 d'octubre de 2007   | Socorro              | LINEAR                 |
| 406433 | 2007 TQ243             | 8 d'octubre de 2007    | Anderson Mesa        | LONEOS                 |
| 406434 | 2007 TQ245             | 8 d'octubre de 2007    | Purple Mountain      | PMO NEO Survey Program |
| 406435 | 2007 TQ256             | 10 d'octubre de 2007   | Kitt Peak            | Spacewatch             |
| 406436 | 2007 TS262             | 10 d'octubre de 2007   | Kitt Peak            | Spacewatch             |
| 406437 | 2007 TB283             | 8 d'octubre de 2007    | Mount Lemmon         | Mt. Lemmon Survey      |
| 406438 | 2007 TE292             | 11 de setembre de 2007 | Mount Lemmon         | Mt. Lemmon Survey      |
| 406439 | 2007 TM307             | 9 d'octubre de 2007    | Kitt Peak            | Spacewatch             |
| 406440 | 2007 TK311             | 11 de setembre de 2007 | Mount Lemmon         | Mt. Lemmon Survey      |
| 406441 | 2007 TR322             | 11 d'octubre de 2007   | Kitt Peak            | Spacewatch             |
| 406442 | 2007 TT323             | 29 de setembre de 2003 | Kitt Peak            | Spacewatch             |
| 406443 | 2007 TW338             | 15 d'octubre de 2007   | Kitt Peak            | Spacewatch             |
| 406444 | 2007 TB358             | 14 d'octubre de 2007   | Mount Lemmon         | Mt. Lemmon Survey      |
| 406445 | 2007 TL367             | 10 d'octubre de 2007   | Catalina             | CSS                    |
| 406446 | 2007 TB377             | 11 d'octubre de 2007   | Catalina             | CSS                    |
| 406447 | 2007 TB382             | 14 d'octubre de 2007   | Kitt Peak            | Spacewatch             |
| 406448 | 2007 TD383             | 14 d'octubre de 2007   | Kitt Peak            | Spacewatch             |
| 406449 | 2007 TO385             | 4 d'octubre de 2007    | Kitt Peak            | Spacewatch             |
| 406450 | 2007 TP397             | 10 d'octubre de 2007   | Catalina             | CSS                    |
| 406451 | 2007 TN401             | 15 d'octubre de 2007   | Catalina             | CSS                    |
| 406452 | 2007 TE428             | 10 d'octubre de 2007   | Kitt Peak            | Spacewatch             |
| 406453 | 2007 TE430             | 12 d'octubre de 2007   | Mount Lemmon         | Mt. Lemmon Survey      |
| 406454 | 2007 TG430             | 14 d'octubre de 2007   | Mount Lemmon         | Mt. Lemmon Survey      |
| 406455 | 2007 TD433             | 8 d'octubre de 2007    | Kitt Peak            | Spacewatch             |
| 406456 | 2007 TP434             | 10 d'octubre de 2007   | Catalina             | CSS                    |
| 406457 | 2007 TO435             | 13 d'octubre de 2007   | Catalina             | CSS                    |
| 406458 | 2007 TS435             | 14 d'octubre de 2007   | Mount Lemmon         | Mt. Lemmon Survey      |
| 406459 | 2007 TH437             | 8 d'octubre de 2007    | Mount Lemmon         | Mt. Lemmon Survey      |
| 406460 | 2007 TY446             | 10 d'octubre de 2007   | Catalina             | CSS                    |
| 406461 | 2007 UD15              | 12 de setembre de 2007 | Mount Lemmon         | Mt. Lemmon Survey      |
| 406462 | 2007 UC18              | 17 d'octubre de 2007   | Anderson Mesa        | LONEOS                 |
| 406463 | 2007 UM23              | 8 d'octubre de 2007    | Mount Lemmon         | Mt. Lemmon Survey      |
| 406464 | 2007 UY23              | 16 d'octubre de 2007   | Kitt Peak            | Spacewatch             |
| 406465 | 2007 UO29              | 18 d'octubre de 2007   | Mount Lemmon         | Mt. Lemmon Survey      |
| 406466 | 2007 UW44              | 4 d'octubre de 2007    | Kitt Peak            | Spacewatch             |
| 406467 | 2007 UA49              | 15 de setembre de 2007 | Mount Lemmon         | Mt. Lemmon Survey      |
| 406468 | 2007 US54              | 18 de setembre de 2007 | Mount Lemmon         | Mt. Lemmon Survey      |
| 406469 | 2007 UL56              | 7 d'octubre de 2007    | Mount Lemmon         | Mt. Lemmon Survey      |
| 406470 | 2007 UB59              | 13 de setembre de 2007 | Mount Lemmon         | Mt. Lemmon Survey      |
| 406471 | 2007 UE61              | 30 d'octubre de 2007   | Mount Lemmon         | Mt. Lemmon Survey      |
| 406472 | 2007 UT71              | 30 d'octubre de 2007   | Catalina             | CSS                    |
| 406473 | 2007 UU77              | 4 d'octubre de 2007    | Kitt Peak            | Spacewatch             |
| 406474 | 2007 UU82              | 30 d'octubre de 2007   | Kitt Peak            | Spacewatch             |
| 406475 | 2007 UP84              | 30 d'octubre de 2007   | Kitt Peak            | Spacewatch             |
| 406476 | 2007 UA86              | 10 de setembre de 2007 | Mount Lemmon         | Mt. Lemmon Survey      |
| 406477 | 2007 UV90              | 30 d'octubre de 2007   | Mount Lemmon         | Mt. Lemmon Survey      |
| 406478 | 2007 UZ90              | 30 d'octubre de 2007   | Mount Lemmon         | Mt. Lemmon Survey      |
| 406479 | 2007 UL94              | 7 d'octubre de 2007    | Kitt Peak            | Spacewatch             |
| 406480 | 2007 UN96              | 30 d'octubre de 2007   | Kitt Peak            | Spacewatch             |
| 406481 | 2007 UL97              | 30 d'octubre de 2007   | Mount Lemmon         | Mt. Lemmon Survey      |
| 406482 | 2007 UG99              | 30 d'octubre de 2007   | Kitt Peak            | Spacewatch             |
| 406483 | 2007 US99              | 14 d'octubre de 2007   | Mount Lemmon         | Mt. Lemmon Survey      |
| 406484 | 2007 UT106             | 19 d'octubre de 2007   | Kitt Peak            | Spacewatch             |
| 406485 | 2007 UP122             | 12 d'octubre de 2007   | Kitt Peak            | Spacewatch             |
| 406486 | 2007 UO131             | 16 d'octubre de 2007   | Catalina             | CSS                    |
| 406487 | 2007 UC139             | 21 d'octubre de 2007   | Catalina             | CSS                    |
| 406488 | 2007 VO                | 11 d'octubre de 2007   | Kitt Peak            | Spacewatch             |
| 406489 | 2007 VF7               | 1 de novembre de 2007  | Kitt Peak            | Spacewatch             |
| 406490 | 2007 VT11              | 4 de novembre de 2007  | Kitt Peak            | Spacewatch             |
| 406491 | 2007 VS29              | 19 d'octubre de 2007   | Mount Lemmon         | Mt. Lemmon Survey      |
| 406492 | 2007 VV29              | 1 de novembre de 2007  | Kitt Peak            | Spacewatch             |
| 406493 | 2007 VZ34              | 3 de novembre de 2007  | Kitt Peak            | Spacewatch             |
| 406494 | 2007 VD47              | 1 de novembre de 2007  | Kitt Peak            | Spacewatch             |
| 406495 | 2007 VX49              | 1 de novembre de 2007  | Kitt Peak            | Spacewatch             |
| 406496 | 2007 VR51              | 1 de novembre de 2007  | Kitt Peak            | Spacewatch             |
| 406497 | 2007 VO68              | 3 de novembre de 2007  | Mount Lemmon         | Mt. Lemmon Survey      |
| 406498 | 2007 VE75              | 3 de novembre de 2007  | Kitt Peak            | Spacewatch             |
| 406499 | 2007 VX84              | 8 de novembre de 2007  | Mayhill              | A. Lowe                |
| 406500 | 2007 VY100             | 2 de novembre de 2007  | Kitt Peak            | Spacewatch             |

## 406501-406600
| Nom    | Designació provisional | Data de descobriment   | Lloc de descobriment | Descobridor/s          |
| ------ | ---------------------- | ---------------------- | -------------------- | ---------------------- |
| 406501 | 2007 VW102             | 3 de novembre de 2007  | Kitt Peak            | Spacewatch             |
| 406502 | 2007 VK103             | 13 d'octubre de 2007   | Catalina             | CSS                    |
| 406503 | 2007 VL115             | 3 de novembre de 2007  | Kitt Peak            | Spacewatch             |
| 406504 | 2007 VE121             | 5 de novembre de 2007  | Kitt Peak            | Spacewatch             |
| 406505 | 2007 VA134             | 7 d'octubre de 2007    | Kitt Peak            | Spacewatch             |
| 406506 | 2007 VM141             | 4 de novembre de 2007  | Kitt Peak            | Spacewatch             |
| 406507 | 2007 VN148             | 14 de setembre de 2007 | Mount Lemmon         | Mt. Lemmon Survey      |
| 406508 | 2007 VR148             | 20 d'octubre de 2007   | Mount Lemmon         | Mt. Lemmon Survey      |
| 406509 | 2007 VT150             | 7 de novembre de 2007  | Kitt Peak            | Spacewatch             |
| 406510 | 2007 VG151             | 7 de novembre de 2007  | Catalina             | CSS                    |
| 406511 | 2007 VO151             | 7 de novembre de 2007  | Mount Lemmon         | Mt. Lemmon Survey      |
| 406512 | 2007 VD154             | 18 de setembre de 2007 | Mount Lemmon         | Mt. Lemmon Survey      |
| 406513 | 2007 VX180             | 8 d'octubre de 2007    | Kitt Peak            | Spacewatch             |
| 406514 | 2007 VR192             | 4 de novembre de 2007  | Mount Lemmon         | Mt. Lemmon Survey      |
| 406515 | 2007 VO197             | 8 de novembre de 2007  | Mount Lemmon         | Mt. Lemmon Survey      |
| 406516 | 2007 VM206             | 8 d'octubre de 2007    | Catalina             | CSS                    |
| 406517 | 2007 VB211             | 26 de setembre de 2007 | Mount Lemmon         | Mt. Lemmon Survey      |
| 406518 | 2007 VQ211             | 9 de novembre de 2007  | Kitt Peak            | Spacewatch             |
| 406519 | 2007 VX212             | 9 de novembre de 2007  | Kitt Peak            | Spacewatch             |
| 406520 | 2007 VM224             | 19 d'octubre de 2007   | Catalina             | CSS                    |
| 406521 | 2007 VC225             | 9 de novembre de 2007  | Mount Lemmon         | Mt. Lemmon Survey      |
| 406522 | 2007 VR226             | 9 de novembre de 2007  | Mount Lemmon         | Mt. Lemmon Survey      |
| 406523 | 2007 VO229             | 7 de novembre de 2007  | Kitt Peak            | Spacewatch             |
| 406524 | 2007 VK230             | 7 de novembre de 2007  | Kitt Peak            | Spacewatch             |
| 406525 | 2007 VQ253             | 25 d'octubre de 2007   | Mount Lemmon         | Mt. Lemmon Survey      |
| 406526 | 2007 VG255             | 11 de novembre de 2007 | Mount Lemmon         | Mt. Lemmon Survey      |
| 406527 | 2007 VH260             | 15 de novembre de 2007 | Anderson Mesa        | LONEOS                 |
| 406528 | 2007 VV273             | 20 d'octubre de 2007   | Mount Lemmon         | Mt. Lemmon Survey      |
| 406529 | 2007 VY274             | 13 de novembre de 2007 | Mount Lemmon         | Mt. Lemmon Survey      |
| 406530 | 2007 VS290             | 1 de novembre de 2007  | Kitt Peak            | Spacewatch             |
| 406531 | 2007 VD308             | 5 de novembre de 2007  | Mount Lemmon         | Mt. Lemmon Survey      |
| 406532 | 2007 VR308             | 7 de novembre de 2007  | Kitt Peak            | Spacewatch             |
| 406533 | 2007 VL315             | 5 de novembre de 2007  | Purple Mountain      | PMO NEO Survey Program |
| 406534 | 2007 VQ316             | 6 de novembre de 2007  | Kitt Peak            | Spacewatch             |
| 406535 | 2007 VN320             | 4 de novembre de 2007  | Kitt Peak            | Spacewatch             |
| 406536 | 2007 VD321             | 7 de novembre de 2007  | Kitt Peak            | Spacewatch             |
| 406537 | 2007 VP325             | 2 de novembre de 2007  | Kitt Peak            | Spacewatch             |
| 406538 | 2007 VG327             | 6 de novembre de 2007  | Kitt Peak            | Spacewatch             |
| 406539 | 2007 VF332             | 7 de novembre de 2007  | Mount Lemmon         | Mt. Lemmon Survey      |
| 406540 | 2007 VU332             | 8 de novembre de 2007  | Mount Lemmon         | Mt. Lemmon Survey      |
| 406541 | 2007 VK333             | 11 de novembre de 2007 | Socorro              | LINEAR                 |
| 406542 | 2007 WJ5               | 18 de novembre de 2007 | Bisei SG Center      | BATTeRS                |
| 406543 | 2007 WM8               | 18 de novembre de 2007 | Socorro              | LINEAR                 |
| 406544 | 2007 WT9               | 12 d'octubre de 2007   | Kitt Peak            | Spacewatch             |
| 406545 | 2007 WB15              | 15 de setembre de 2007 | Mount Lemmon         | Mt. Lemmon Survey      |
| 406546 | 2007 WN32              | 2 de novembre de 2007  | Kitt Peak            | Spacewatch             |
| 406547 | 2007 WQ37              | 19 de novembre de 2007 | Mount Lemmon         | Mt. Lemmon Survey      |
| 406548 | 2007 WF44              | 19 de novembre de 2007 | Mount Lemmon         | Mt. Lemmon Survey      |
| 406549 | 2007 WT57              | 20 de novembre de 2007 | Mount Lemmon         | Mt. Lemmon Survey      |
| 406550 | 2007 XX23              | 11 de desembre de 2007 | Saint-Sulpice        | B. Christophe          |
| 406551 | 2007 XF54              | 4 de desembre de 2007  | Mount Lemmon         | Mt. Lemmon Survey      |
| 406552 | 2007 XN58              | 6 de desembre de 2007  | Kitt Peak            | Spacewatch             |
| 406553 | 2007 YV4               | 16 de desembre de 2007 | Catalina             | CSS                    |
| 406554 | 2007 YY5               | 16 de desembre de 2007 | Mount Lemmon         | Mt. Lemmon Survey      |
| 406555 | 2007 YN15              | 16 de desembre de 2007 | Kitt Peak            | Spacewatch             |
| 406556 | 2007 YE27              | 18 de desembre de 2007 | Mount Lemmon         | Mt. Lemmon Survey      |
| 406557 | 2007 YO42              | 4 de novembre de 2007  | Mount Lemmon         | Mt. Lemmon Survey      |
| 406558 | 2007 YH47              | 30 de desembre de 2007 | Mount Lemmon         | Mt. Lemmon Survey      |
| 406559 | 2007 YX50              | 28 de desembre de 2007 | Kitt Peak            | Spacewatch             |
| 406560 | 2007 YC51              | 28 de desembre de 2007 | Kitt Peak            | Spacewatch             |
| 406561 | 2007 YB56              | 2 de novembre de 2007  | Mount Lemmon         | Mt. Lemmon Survey      |
| 406562 | 2007 YQ61              | 19 de desembre de 2007 | Catalina             | CSS                    |
| 406563 | 2007 YO64              | 18 de desembre de 2007 | Mount Lemmon         | Mt. Lemmon Survey      |
| 406564 | 2007 YK65              | 17 de desembre de 2007 | Mount Lemmon         | Mt. Lemmon Survey      |
| 406565 | 2007 YM66              | 30 de desembre de 2007 | Kitt Peak            | Spacewatch             |
| 406566 | 2007 YX66              | 30 de desembre de 2007 | Mount Lemmon         | Mt. Lemmon Survey      |
| 406567 | 2007 YP68              | 17 de desembre de 2007 | Mount Lemmon         | Mt. Lemmon Survey      |
| 406568 | 2007 YM73              | 30 de desembre de 2007 | Mount Lemmon         | Mt. Lemmon Survey      |
| 406569 | 2007 YR73              | 30 de desembre de 2007 | Kitt Peak            | Spacewatch             |
| 406570 | 2007 YN74              | 17 de desembre de 2007 | Mount Lemmon         | Mt. Lemmon Survey      |
| 406571 | 2008 AH7               | 10 de gener de 2008    | Mount Lemmon         | Mt. Lemmon Survey      |
| 406572 | 2008 AQ15              | 10 de gener de 2008    | Mount Lemmon         | Mt. Lemmon Survey      |
| 406573 | 2008 AU16              | 10 de gener de 2008    | Kitt Peak            | Spacewatch             |
| 406574 | 2008 AV22              | 10 de gener de 2008    | Mount Lemmon         | Mt. Lemmon Survey      |
| 406575 | 2008 AG24              | 10 de gener de 2008    | Mount Lemmon         | Mt. Lemmon Survey      |
| 406576 | 2008 AU36              | 31 de desembre de 2007 | Catalina             | CSS                    |
| 406577 | 2008 AJ39              | 10 de gener de 2008    | Mount Lemmon         | Mt. Lemmon Survey      |
| 406578 | 2008 AD48              | 4 de desembre de 2007  | Mount Lemmon         | Mt. Lemmon Survey      |
| 406579 | 2008 AA75              | 30 de desembre de 2007 | Kitt Peak            | Spacewatch             |
| 406580 | 2008 AG78              | 12 de gener de 2008    | Kitt Peak            | Spacewatch             |
| 406581 | 2008 AA79              | 12 de gener de 2008    | Kitt Peak            | Spacewatch             |
| 406582 | 2008 AK81              | 12 de gener de 2008    | Kitt Peak            | Spacewatch             |
| 406583 | 2008 AE85              | 13 de gener de 2008    | Kitt Peak            | Spacewatch             |
| 406584 | 2008 AK90              | 13 de gener de 2008    | Kitt Peak            | Spacewatch             |
| 406585 | 2008 AP97              | 14 de gener de 2008    | Kitt Peak            | Spacewatch             |
| 406586 | 2008 AL98              | 14 de gener de 2008    | Kitt Peak            | Spacewatch             |
| 406587 | 2008 AX103             | 28 de desembre de 2007 | Kitt Peak            | Spacewatch             |
| 406588 | 2008 BZ14              | 11 de maig de 1996     | Kitt Peak            | Spacewatch             |
| 406589 | 2008 BJ17              | 19 de desembre de 2003 | Socorro              | LINEAR                 |
| 406590 | 2008 BC29              | 19 de gener de 2008    | Kitt Peak            | Spacewatch             |
| 406591 | 2008 BG29              | 30 de desembre de 2007 | Mount Lemmon         | Mt. Lemmon Survey      |
| 406592 | 2008 BH30              | 10 de gener de 2008    | Kitt Peak            | Spacewatch             |
| 406593 | 2008 BQ36              | 30 de gener de 2008    | Kitt Peak            | Spacewatch             |
| 406594 | 2008 BA44              | 18 de novembre de 2007 | Mount Lemmon         | Mt. Lemmon Survey      |
| 406595 | 2008 BO46              | 30 de gener de 2008    | Mount Lemmon         | Mt. Lemmon Survey      |
| 406596 | 2008 CW2               | 1 de febrer de 2008    | Mount Lemmon         | Mt. Lemmon Survey      |
| 406597 | 2008 CT3               | 2 de febrer de 2008    | Kitt Peak            | Spacewatch             |
| 406598 | 2008 CL9               | 10 de gener de 2008    | Kitt Peak            | Spacewatch             |
| 406599 | 2008 CU18              | 10 de gener de 2008    | Mount Lemmon         | Mt. Lemmon Survey      |
| 406600 | 2008 CF24              | 1 de febrer de 2008    | Kitt Peak            | Spacewatch             |

## 406601-406700
| Nom    | Designació provisional | Data de descobriment   | Lloc de descobriment | Descobridor/s          |
| ------ | ---------------------- | ---------------------- | -------------------- | ---------------------- |
| 406601 | 2008 CF26              | 2 de febrer de 2008    | Kitt Peak            | Spacewatch             |
| 406602 | 2008 CP37              | 2 de febrer de 2008    | Kitt Peak            | Spacewatch             |
| 406603 | 2008 CM44              | 2 de febrer de 2008    | Kitt Peak            | Spacewatch             |
| 406604 | 2008 CT44              | 2 de febrer de 2008    | Kitt Peak            | Spacewatch             |
| 406605 | 2008 CB47              | 3 de febrer de 2008    | Catalina             | CSS                    |
| 406606 | 2008 CM56              | 18 de gener de 2008    | Kitt Peak            | Spacewatch             |
| 406607 | 2008 CD57              | 7 de febrer de 2008    | Mount Lemmon         | Mt. Lemmon Survey      |
| 406608 | 2008 CJ58              | 7 de febrer de 2008    | Kitt Peak            | Spacewatch             |
| 406609 | 2008 CY59              | 7 de febrer de 2008    | Kitt Peak            | Spacewatch             |
| 406610 | 2008 CJ62              | 3 d'octubre de 2006    | Mount Lemmon         | Mt. Lemmon Survey      |
| 406611 | 2008 CO65              | 8 de febrer de 2008    | Kitt Peak            | Spacewatch             |
| 406612 | 2008 CP67              | 8 de febrer de 2008    | Kitt Peak            | Spacewatch             |
| 406613 | 2008 CW70              | 10 de febrer de 2008   | Altschwendt          | W. Ries                |
| 406614 | 2008 CL89              | 7 de febrer de 2008    | Kitt Peak            | Spacewatch             |
| 406615 | 2008 CD92              | 8 de febrer de 2008    | Kitt Peak            | Spacewatch             |
| 406616 | 2008 CX95              | 7 de novembre de 2007  | Mount Lemmon         | Mt. Lemmon Survey      |
| 406617 | 2008 CK100             | 9 de febrer de 2008    | Kitt Peak            | Spacewatch             |
| 406618 | 2008 CD112             | 11 de gener de 2008    | Kitt Peak            | Spacewatch             |
| 406619 | 2008 CM112             | 30 de desembre de 2007 | Mount Lemmon         | Mt. Lemmon Survey      |
| 406620 | 2008 CU121             | 7 de febrer de 2008    | Catalina             | CSS                    |
| 406621 | 2008 CB127             | 8 de febrer de 2008    | Kitt Peak            | Spacewatch             |
| 406622 | 2008 CX131             | 8 de febrer de 2008    | Kitt Peak            | Spacewatch             |
| 406623 | 2008 CT133             | 8 de febrer de 2008    | Kitt Peak            | Spacewatch             |
| 406624 | 2008 CC134             | 8 de febrer de 2008    | Kitt Peak            | Spacewatch             |
| 406625 | 2008 CK135             | 2 d'octubre de 2006    | Mount Lemmon         | Mt. Lemmon Survey      |
| 406626 | 2008 CC141             | 20 de desembre de 2007 | Mount Lemmon         | Mt. Lemmon Survey      |
| 406627 | 2008 CY141             | 1 de febrer de 2008    | Kitt Peak            | Spacewatch             |
| 406628 | 2008 CN154             | 9 de febrer de 2008    | Mount Lemmon         | Mt. Lemmon Survey      |
| 406629 | 2008 CP162             | 10 de febrer de 2008   | Kitt Peak            | Spacewatch             |
| 406630 | 2008 CV170             | 12 de febrer de 2008   | Mount Lemmon         | Mt. Lemmon Survey      |
| 406631 | 2008 CE178             | 6 de febrer de 2008    | Catalina             | CSS                    |
| 406632 | 2008 CV180             | 9 de febrer de 2008    | Catalina             | CSS                    |
| 406633 | 2008 CM186             | 11 de novembre de 2007 | Mount Lemmon         | Mt. Lemmon Survey      |
| 406634 | 2008 CN188             | 18 de gener de 2008    | Mount Lemmon         | Mt. Lemmon Survey      |
| 406635 | 2008 CT195             | 2 de febrer de 2008    | Kitt Peak            | Spacewatch             |
| 406636 | 2008 CX195             | 9 de febrer de 2008    | Kitt Peak            | Spacewatch             |
| 406637 | 2008 CX199             | 13 de febrer de 2008   | Kitt Peak            | Spacewatch             |
| 406638 | 2008 CQ201             | 3 de febrer de 2008    | Kitt Peak            | Spacewatch             |
| 406639 | 2008 CU202             | 8 de febrer de 2008    | Kitt Peak            | Spacewatch             |
| 406640 | 2008 CQ207             | 7 de febrer de 2008    | Kitt Peak            | Spacewatch             |
| 406641 | 2008 CY212             | 9 de febrer de 2008    | Mount Lemmon         | Mt. Lemmon Survey      |
| 406642 | 2008 DB1               | 24 de febrer de 2008   | Kitt Peak            | Spacewatch             |
| 406643 | 2008 DX6               | 24 de febrer de 2008   | Kitt Peak            | Spacewatch             |
| 406644 | 2008 DP19              | 27 de febrer de 2008   | Mount Lemmon         | Mt. Lemmon Survey      |
| 406645 | 2008 DB20              | 28 de febrer de 2008   | Kitt Peak            | Spacewatch             |
| 406646 | 2008 DX24              | 13 de febrer de 2008   | Socorro              | LINEAR                 |
| 406647 | 2008 DO26              | 28 de febrer de 2008   | Kitt Peak            | Spacewatch             |
| 406648 | 2008 DP39              | 27 de febrer de 2008   | Mount Lemmon         | Mt. Lemmon Survey      |
| 406649 | 2008 DV39              | 27 de febrer de 2008   | Mount Lemmon         | Mt. Lemmon Survey      |
| 406650 | 2008 DO56              | 26 de febrer de 2008   | Socorro              | LINEAR                 |
| 406651 | 2008 DE59              | 27 de febrer de 2008   | Kitt Peak            | Spacewatch             |
| 406652 | 2008 DH59              | 27 de febrer de 2008   | Mount Lemmon         | Mt. Lemmon Survey      |
| 406653 | 2008 DG67              | 11 de febrer de 2008   | Mount Lemmon         | Mt. Lemmon Survey      |
| 406654 | 2008 DR72              | 7 de febrer de 2008    | Kitt Peak            | Spacewatch             |
| 406655 | 2008 DX74              | 7 de febrer de 2008    | Mount Lemmon         | Mt. Lemmon Survey      |
| 406656 | 2008 DZ77              | 1 de febrer de 2008    | Kitt Peak            | Spacewatch             |
| 406657 | 2008 DF78              | 10 de febrer de 2008   | Kitt Peak            | Spacewatch             |
| 406658 | 2008 DD89              | 28 de febrer de 2008   | Catalina             | CSS                    |
| 406659 | 2008 EE16              | 1 de març de 2008      | Kitt Peak            | Spacewatch             |
| 406660 | 2008 EQ17              | 1 de març de 2008      | Kitt Peak            | Spacewatch             |
| 406661 | 2008 EB20              | 2 de març de 2008      | Kitt Peak            | Spacewatch             |
| 406662 | 2008 EG22              | 2 de març de 2008      | Purple Mountain      | PMO NEO Survey Program |
| 406663 | 2008 EC26              | 8 de febrer de 2008    | Mount Lemmon         | Mt. Lemmon Survey      |
| 406664 | 2008 EA46              | 5 de març de 2008      | Kitt Peak            | Spacewatch             |
| 406665 | 2008 ES47              | 5 de març de 2008      | Mount Lemmon         | Mt. Lemmon Survey      |
| 406666 | 2008 EZ50              | 27 de febrer de 2008   | Kitt Peak            | Spacewatch             |
| 406667 | 2008 EQ56              | 7 de març de 2008      | Catalina             | CSS                    |
| 406668 | 2008 EL57              | 7 de març de 2008      | Kitt Peak            | Spacewatch             |
| 406669 | 2008 EM60              | 8 de març de 2008      | Catalina             | CSS                    |
| 406670 | 2008 EZ60              | 8 de març de 2008      | Kitt Peak            | Spacewatch             |
| 406671 | 2008 EK75              | 7 de març de 2008      | Kitt Peak            | Spacewatch             |
| 406672 | 2008 ET87              | 10 de març de 2008     | Mount Lemmon         | Mt. Lemmon Survey      |
| 406673 | 2008 ES90              | 16 de desembre de 2007 | Mount Lemmon         | Mt. Lemmon Survey      |
| 406674 | 2008 EY95              | 6 de març de 2008      | Mount Lemmon         | Mt. Lemmon Survey      |
| 406675 | 2008 EG99              | 4 de març de 2008      | Catalina             | CSS                    |
| 406676 | 2008 EJ102             | 11 de febrer de 2008   | Mount Lemmon         | Mt. Lemmon Survey      |
| 406677 | 2008 EO110             | 8 de març de 2008      | Mount Lemmon         | Mt. Lemmon Survey      |
| 406678 | 2008 EB111             | 8 d'octubre de 2005    | Kitt Peak            | Spacewatch             |
| 406679 | 2008 EJ113             | 14 de desembre de 2007 | Mount Lemmon         | Mt. Lemmon Survey      |
| 406680 | 2008 ES113             | 8 de març de 2008      | Mount Lemmon         | Mt. Lemmon Survey      |
| 406681 | 2008 ES115             | 8 de març de 2008      | Mount Lemmon         | Mt. Lemmon Survey      |
| 406682 | 2008 EJ118             | 3 de febrer de 2008    | Catalina             | CSS                    |
| 406683 | 2008 ES125             | 10 de març de 2008     | Mount Lemmon         | Mt. Lemmon Survey      |
| 406684 | 2008 EL140             | 12 de març de 2008     | Kitt Peak            | Spacewatch             |
| 406685 | 2008 EP147             | 1 de març de 2008      | Kitt Peak            | Spacewatch             |
| 406686 | 2008 EN150             | 10 de març de 2008     | Kitt Peak            | Spacewatch             |
| 406687 | 2008 EQ154             | 6 de març de 2008      | Mount Lemmon         | Mt. Lemmon Survey      |
| 406688 | 2008 EA157             | 13 de març de 2008     | Kitt Peak            | Spacewatch             |
| 406689 | 2008 ES157             | 1 de març de 2008      | Kitt Peak            | Spacewatch             |
| 406690 | 2008 EE158             | 5 de març de 2008      | Mount Lemmon         | Mt. Lemmon Survey      |
| 406691 | 2008 EL166             | 6 de març de 2008      | Catalina             | CSS                    |
| 406692 | 2008 EL167             | 8 de març de 2008      | Socorro              | LINEAR                 |
| 406693 | 2008 FJ2               | 12 de febrer de 2008   | Mount Lemmon         | Mt. Lemmon Survey      |
| 406694 | 2008 FX4               | 26 de març de 2008     | Mount Lemmon         | Mt. Lemmon Survey      |
| 406695 | 2008 FE6               | 5 de desembre de 2002  | Socorro              | LINEAR                 |
| 406696 | 2008 FA8               | 25 de març de 2008     | Kitt Peak            | Spacewatch             |
| 406697 | 2008 FM10              | 26 de març de 2008     | Kitt Peak            | Spacewatch             |
| 406698 | 2008 FQ13              | 26 de març de 2008     | Mount Lemmon         | Mt. Lemmon Survey      |
| 406699 | 2008 FD18              | 11 de març de 2008     | Catalina             | CSS                    |
| 406700 | 2008 FQ20              | 10 de març de 2008     | Mount Lemmon         | Mt. Lemmon Survey      |

## 406701-406800
| Nom    | Designació provisional | Data de descobriment   | Lloc de descobriment | Descobridor/s        |
| ------ | ---------------------- | ---------------------- | -------------------- | -------------------- |
| 406701 | 2008 FL22              | 27 de març de 2008     | Kitt Peak            | Spacewatch           |
| 406702 | 2008 FC23              | 10 de març de 2008     | Mount Lemmon         | Mt. Lemmon Survey    |
| 406703 | 2008 FJ23              | 27 de març de 2008     | Kitt Peak            | Spacewatch           |
| 406704 | 2008 FZ23              | 27 de març de 2008     | Kitt Peak            | Spacewatch           |
| 406705 | 2008 FZ37              | 28 de març de 2008     | Kitt Peak            | Spacewatch           |
| 406706 | 2008 FM39              | 10 de març de 2008     | Kitt Peak            | Spacewatch           |
| 406707 | 2008 FO39              | 10 de març de 2008     | Kitt Peak            | Spacewatch           |
| 406708 | 2008 FF42              | 28 de març de 2008     | Mount Lemmon         | Mt. Lemmon Survey    |
| 406709 | 2008 FG46              | 28 de març de 2008     | Mount Lemmon         | Mt. Lemmon Survey    |
| 406710 | 2008 FG57              | 28 de març de 2008     | Mount Lemmon         | Mt. Lemmon Survey    |
| 406711 | 2008 FU61              | 31 de març de 2008     | Farra d'Isonzo       | Farra d'Isonzo       |
| 406712 | 2008 FQ78              | 15 de març de 2008     | Mount Lemmon         | Mt. Lemmon Survey    |
| 406713 | 2008 FB103             | 30 de març de 2008     | Kitt Peak            | Spacewatch           |
| 406714 | 2008 FA111             | 31 de març de 2008     | Kitt Peak            | Spacewatch           |
| 406715 | 2008 FA119             | 31 de març de 2008     | Mount Lemmon         | Mt. Lemmon Survey    |
| 406716 | 2008 FX122             | 28 de març de 2008     | Kitt Peak            | Spacewatch           |
| 406717 | 2008 FB137             | 29 de març de 2008     | Kitt Peak            | Spacewatch           |
| 406718 | 2008 GT14              | 3 d'abril de 2008      | Mount Lemmon         | Mt. Lemmon Survey    |
| 406719 | 2008 GC16              | 23 de novembre de 2006 | Kitt Peak            | Spacewatch           |
| 406720 | 2008 GC22              | 27 de març de 2008     | Kitt Peak            | Spacewatch           |
| 406721 | 2008 GE24              | 1 d'abril de 2008      | Mount Lemmon         | Mt. Lemmon Survey    |
| 406722 | 2008 GZ29              | 3 d'abril de 2008      | Mount Lemmon         | Mt. Lemmon Survey    |
| 406723 | 2008 GU33              | 5 de març de 2008      | Kitt Peak            | Spacewatch           |
| 406724 | 2008 GE41              | 17 de gener de 2007    | Kitt Peak            | Spacewatch           |
| 406725 | 2008 GE47              | 4 d'abril de 2008      | Kitt Peak            | Spacewatch           |
| 406726 | 2008 GN55              | 13 de març de 2008     | Kitt Peak            | Spacewatch           |
| 406727 | 2008 GS58              | 28 de març de 2008     | Mount Lemmon         | Mt. Lemmon Survey    |
| 406728 | 2008 GE75              | 7 d'abril de 2003      | Kitt Peak            | Spacewatch           |
| 406729 | 2008 GM78              | 7 d'abril de 2008      | Kitt Peak            | Spacewatch           |
| 406730 | 2008 GP87              | 5 d'abril de 2008      | Mount Lemmon         | Mt. Lemmon Survey    |
| 406731 | 2008 GV87              | 5 d'abril de 2008      | Catalina             | CSS                  |
| 406732 | 2008 GS101             | 10 d'abril de 2008     | Kitt Peak            | Spacewatch           |
| 406733 | 2008 GK106             | 11 d'abril de 2008     | Mount Lemmon         | Mt. Lemmon Survey    |
| 406734 | 2008 GE114             | 9 d'octubre de 2005    | Kitt Peak            | Spacewatch           |
| 406735 | 2008 GB129             | 1 d'abril de 2008      | Mount Lemmon         | Mt. Lemmon Survey    |
| 406736 | 2008 GA142             | 1 d'abril de 2008      | Mount Lemmon         | Mt. Lemmon Survey    |
| 406737 | 2008 HP2               | 25 d'abril de 2008     | Vicques              | M. Ory               |
| 406738 | 2008 HU2               | 4 d'abril de 2008      | Catalina             | CSS                  |
| 406739 | 2008 HQ4               | 29 de març de 2008     | Catalina             | CSS                  |
| 406740 | 2008 HY4               | 13 de març de 2008     | Kitt Peak            | Spacewatch           |
| 406741 | 2008 HV24              | 27 d'abril de 2008     | Kitt Peak            | Spacewatch           |
| 406742 | 2008 HB26              | 27 d'abril de 2008     | Kitt Peak            | Spacewatch           |
| 406743 | 2008 HZ36              | 14 d'abril de 2008     | Kitt Peak            | Spacewatch           |
| 406744 | 2008 HW60              | 14 d'abril de 2008     | Catalina             | CSS                  |
| 406745 | 2008 HU66              | 25 d'abril de 2008     | Kitt Peak            | Spacewatch           |
| 406746 | 2008 HV67              | 25 d'abril de 2008     | Kitt Peak            | Spacewatch           |
| 406747 | 2008 HV69              | 29 d'abril de 2008     | Kitt Peak            | Spacewatch           |
| 406748 | 2008 JA4               | 1 de maig de 2008      | Kitt Peak            | Spacewatch           |
| 406749 | 2008 JJ10              | 3 de maig de 2008      | Kitt Peak            | Spacewatch           |
| 406750 | 2008 JU12              | 3 de maig de 2008      | Kitt Peak            | Spacewatch           |
| 406751 | 2008 JN13              | 5 de desembre de 2005  | Kitt Peak            | Spacewatch           |
| 406752 | 2008 JD22              | 6 de maig de 2008      | Kitt Peak            | Spacewatch           |
| 406753 | 2008 JN27              | 8 de maig de 2008      | Kitt Peak            | Spacewatch           |
| 406754 | 2008 JY27              | 8 de maig de 2008      | Kitt Peak            | Spacewatch           |
| 406755 | 2008 JQ29              | 13 de maig de 2008     | Mount Lemmon         | Mt. Lemmon Survey    |
| 406756 | 2008 JN30              | 11 de maig de 2008     | Kitt Peak            | Spacewatch           |
| 406757 | 2008 JP34              | 15 de maig de 2008     | Kitt Peak            | Spacewatch           |
| 406758 | 2008 JW39              | 6 de maig de 2008      | Mount Lemmon         | Mt. Lemmon Survey    |
| 406759 | 2008 JR40              | 15 de maig de 2008     | Kitt Peak            | Spacewatch           |
| 406760 | 2008 KD1               | 26 de maig de 2008     | Kitt Peak            | Spacewatch           |
| 406761 | 2008 KB7               | 26 de maig de 2008     | Kitt Peak            | Spacewatch           |
| 406762 | 2008 KJ9               | 27 de maig de 2008     | Kitt Peak            | Spacewatch           |
| 406763 | 2008 KX9               | 24 d'abril de 2008     | Kitt Peak            | Spacewatch           |
| 406764 | 2008 KB14              | 14 de maig de 2008     | Kitt Peak            | Spacewatch           |
| 406765 | 2008 KD15              | 27 de maig de 2008     | Mount Lemmon         | Mt. Lemmon Survey    |
| 406766 | 2008 KZ30              | 29 de maig de 2008     | Kitt Peak            | Spacewatch           |
| 406767 | 2008 KS42              | 29 de maig de 2008     | Kitt Peak            | Spacewatch           |
| 406768 | 2008 LH5               | 7 de gener de 2000     | Kitt Peak            | Spacewatch           |
| 406769 | 2008 LL8               | 14 d'abril de 2008     | Mount Lemmon         | Mt. Lemmon Survey    |
| 406770 | 2008 OJ                | 25 de juliol de 2008   | La Sagra             | OAM                  |
| 406771 | 2008 OH21              | 30 de juliol de 2008   | Catalina             | CSS                  |
| 406772 | 2008 OM21              | 30 de juliol de 2008   | Kitt Peak            | Spacewatch           |
| 406773 | 2008 OM22              | 26 de juliol de 2008   | Siding Spring        | Siding Spring Survey |
| 406774 | 2008 PO1               | 30 de juliol de 2008   | Kitt Peak            | Spacewatch           |
| 406775 | 2008 PB2               | 3 d'agost de 2008      | La Sagra             | OAM                  |
| 406776 | 2008 PB21              | 3 d'agost de 2008      | Siding Spring        | Siding Spring Survey |
| 406777 | 2008 QP29              | 24 d'agost de 2008     | La Sagra             | OAM                  |
| 406778 | 2008 QZ47              | 24 d'agost de 2008     | Socorro              | LINEAR               |
| 406779 | 2008 QC48              | 26 d'agost de 2008     | Socorro              | LINEAR               |
| 406780 | 2008 RN11              | 11 de març de 2005     | Mount Lemmon         | Mt. Lemmon Survey    |
| 406781 | 2008 RN16              | 4 de setembre de 2008  | Kitt Peak            | Spacewatch           |
| 406782 | 2008 RT27              | 8 de setembre de 2008  | Grove Creek          | F. Tozzi             |
| 406783 | 2008 RC71              | 6 de setembre de 2008  | Mount Lemmon         | Mt. Lemmon Survey    |
| 406784 | 2008 RV74              | 6 de setembre de 2008  | Catalina             | CSS                  |
| 406785 | 2008 RZ76              | 6 de setembre de 2008  | Catalina             | CSS                  |
| 406786 | 2008 RN82              | 4 de setembre de 2008  | Kitt Peak            | Spacewatch           |
| 406787 | 2008 RH109             | 2 de setembre de 2008  | Kitt Peak            | Spacewatch           |
| 406788 | 2008 RT138             | 6 de setembre de 2008  | Catalina             | CSS                  |
| 406789 | 2008 SF14              | 7 de setembre de 2008  | Mount Lemmon         | Mt. Lemmon Survey    |
| 406790 | 2008 SG89              | 21 de setembre de 2008 | Kitt Peak            | Spacewatch           |
| 406791 | 2008 SF90              | 21 de setembre de 2008 | Kitt Peak            | Spacewatch           |
| 406792 | 2008 SN143             | 24 de setembre de 2008 | Mount Lemmon         | Mt. Lemmon Survey    |
| 406793 | 2008 SG258             | 22 de setembre de 2008 | Kitt Peak            | Spacewatch           |
| 406794 | 2008 TR65              | 2 d'octubre de 2008    | Catalina             | CSS                  |
| 406795 | 2008 TS67              | 2 d'octubre de 2008    | Kitt Peak            | Spacewatch           |
| 406796 | 2008 TH103             | 2 d'octubre de 2008    | Kitt Peak            | Spacewatch           |
| 406797 | 2008 TG141             | 2 de setembre de 2008  | Kitt Peak            | Spacewatch           |
| 406798 | 2008 TG184             | 6 d'octubre de 2008    | Socorro              | LINEAR               |
| 406799 | 2008 UQ8               | 17 d'octubre de 2008   | Kitt Peak            | Spacewatch           |
| 406800 | 2008 US24              | 20 d'octubre de 2008   | Kitt Peak            | Spacewatch           |

## 406801-406900
| Nom    | Designació provisional | Data de descobriment   | Lloc de descobriment | Descobridor/s     |
| ------ | ---------------------- | ---------------------- | -------------------- | ----------------- |
| 406801 | 2008 UX28              | 20 d'octubre de 2008   | Kitt Peak            | Spacewatch        |
| 406802 | 2008 UM46              | 29 de juliol de 2008   | Mount Lemmon         | Mt. Lemmon Survey |
| 406803 | 2008 UX64              | 21 d'octubre de 2008   | Kitt Peak            | Spacewatch        |
| 406804 | 2008 UY66              | 21 d'octubre de 2008   | Kitt Peak            | Spacewatch        |
| 406805 | 2008 UJ116             | 22 d'octubre de 2008   | Kitt Peak            | Spacewatch        |
| 406806 | 2008 UB120             | 22 d'octubre de 2008   | Kitt Peak            | Spacewatch        |
| 406807 | 2008 UM133             | 23 d'octubre de 2008   | Kitt Peak            | Spacewatch        |
| 406808 | 2008 UN186             | 22 de setembre de 2008 | Mount Lemmon         | Mt. Lemmon Survey |
| 406809 | 2008 UM209             | 23 d'octubre de 2008   | Kitt Peak            | Spacewatch        |
| 406810 | 2008 UK239             | 26 d'octubre de 2008   | Kitt Peak            | Spacewatch        |
| 406811 | 2008 UA304             | 29 d'octubre de 2008   | Mount Lemmon         | Mt. Lemmon Survey |
| 406812 | 2008 UD323             | 31 d'octubre de 2008   | Kitt Peak            | Spacewatch        |
| 406813 | 2008 VA57              | 27 de setembre de 2008 | Mount Lemmon         | Mt. Lemmon Survey |
| 406814 | 2008 WN29              | 19 de novembre de 2008 | Kitt Peak            | Spacewatch        |
| 406815 | 2008 WA69              | 18 de novembre de 2008 | Kitt Peak            | Spacewatch        |
| 406816 | 2008 WE73              | 19 de novembre de 2008 | Mount Lemmon         | Mt. Lemmon Survey |
| 406817 | 2008 WB105             | 30 de novembre de 2008 | Mount Lemmon         | Mt. Lemmon Survey |
| 406818 | 2008 WN108             | 30 de novembre de 2008 | Catalina             | CSS               |
| 406819 | 2008 WF140             | 24 de novembre de 2008 | Mount Lemmon         | Mt. Lemmon Survey |
| 406820 | 2008 XF1               | 2 de desembre de 2008  | Sandlot              | G. Hug            |
| 406821 | 2008 XX34              | 19 de novembre de 2008 | Mount Lemmon         | Mt. Lemmon Survey |
| 406822 | 2008 XQ51              | 30 d'octubre de 2008   | Mount Lemmon         | Mt. Lemmon Survey |
| 406823 | 2008 YN16              | 21 de desembre de 2008 | Mount Lemmon         | Mt. Lemmon Survey |
| 406824 | 2008 YR16              | 21 de desembre de 2008 | Mount Lemmon         | Mt. Lemmon Survey |
| 406825 | 2008 YR21              | 21 de desembre de 2008 | Mount Lemmon         | Mt. Lemmon Survey |
| 406826 | 2008 YL62              | 30 de desembre de 2008 | Mount Lemmon         | Mt. Lemmon Survey |
| 406827 | 2008 YN97              | 29 de desembre de 2008 | Mount Lemmon         | Mt. Lemmon Survey |
| 406828 | 2008 YS101             | 29 de desembre de 2008 | Kitt Peak            | Spacewatch        |
| 406829 | 2008 YX101             | 29 de desembre de 2008 | Kitt Peak            | Spacewatch        |
| 406830 | 2008 YF116             | 21 de desembre de 2008 | Mount Lemmon         | Mt. Lemmon Survey |
| 406831 | 2008 YA117             | 21 de novembre de 2008 | Mount Lemmon         | Mt. Lemmon Survey |
| 406832 | 2008 YS118             | 29 de desembre de 2008 | Kitt Peak            | Spacewatch        |
| 406833 | 2008 YA130             | 22 de desembre de 2008 | Kitt Peak            | Spacewatch        |
| 406834 | 2008 YE139             | 4 de desembre de 2008  | Mount Lemmon         | Mt. Lemmon Survey |
| 406835 | 2008 YQ154             | 22 de desembre de 2008 | Kitt Peak            | Spacewatch        |
| 406836 | 2008 YK155             | 22 de desembre de 2008 | Kitt Peak            | Spacewatch        |
| 406837 | 2008 YE160             | 30 de desembre de 2008 | Mount Lemmon         | Mt. Lemmon Survey |
| 406838 | 2009 AZ1               | 2 de gener de 2009     | Dauban               | F. Kugel          |
| 406839 | 2009 AG14              | 2 de gener de 2009     | Mount Lemmon         | Mt. Lemmon Survey |
| 406840 | 2009 AU14              | 2 de gener de 2009     | Mount Lemmon         | Mt. Lemmon Survey |
| 406841 | 2009 AV31              | 15 de gener de 2009    | Kitt Peak            | Spacewatch        |
| 406842 | 2009 AN35              | 15 de gener de 2009    | Kitt Peak            | Spacewatch        |
| 406843 | 2009 AJ37              | 15 de gener de 2009    | Kitt Peak            | Spacewatch        |
| 406844 | 2009 AX43              | 2 de gener de 2009     | Kitt Peak            | Spacewatch        |
| 406845 | 2009 AC47              | 15 de gener de 2009    | Kitt Peak            | Spacewatch        |
| 406846 | 2009 BA5               | 19 de gener de 2009    | Socorro              | LINEAR            |
| 406847 | 2009 BC9               | 29 de desembre de 2008 | Kitt Peak            | Spacewatch        |
| 406848 | 2009 BM24              | 17 de gener de 2009    | Catalina             | CSS               |
| 406849 | 2009 BH25              | 18 de gener de 2009    | Mount Lemmon         | Mt. Lemmon Survey |
| 406850 | 2009 BR31              | 2 de gener de 2009     | Mount Lemmon         | Mt. Lemmon Survey |
| 406851 | 2009 BD35              | 1 de gener de 2009     | Mount Lemmon         | Mt. Lemmon Survey |
| 406852 | 2009 BT35              | 16 de gener de 2009    | Kitt Peak            | Spacewatch        |
| 406853 | 2009 BQ63              | 20 de gener de 2009    | Kitt Peak            | Spacewatch        |
| 406854 | 2009 BW63              | 20 de gener de 2009    | Kitt Peak            | Spacewatch        |
| 406855 | 2009 BM74              | 18 de gener de 2009    | Catalina             | CSS               |
| 406856 | 2009 BM88              | 1 de novembre de 2007  | Mount Lemmon         | Mt. Lemmon Survey |
| 406857 | 2009 BB96              | 28 de gener de 2009    | Catalina             | CSS               |
| 406858 | 2009 BQ100             | 29 de gener de 2009    | Kitt Peak            | Spacewatch        |
| 406859 | 2009 BH102             | 29 de gener de 2009    | Mount Lemmon         | Mt. Lemmon Survey |
| 406860 | 2009 BN112             | 31 de gener de 2009    | Mount Lemmon         | Mt. Lemmon Survey |
| 406861 | 2009 BP114             | 30 de desembre de 2008 | Mount Lemmon         | Mt. Lemmon Survey |
| 406862 | 2009 BR115             | 29 de gener de 2009    | Kitt Peak            | Spacewatch        |
| 406863 | 2009 BF121             | 17 de gener de 2009    | Mount Lemmon         | Mt. Lemmon Survey |
| 406864 | 2009 BC126             | 29 de gener de 2009    | Kitt Peak            | Spacewatch        |
| 406865 | 2009 BB127             | 18 d'octubre de 2007   | Kitt Peak            | Spacewatch        |
| 406866 | 2009 BA133             | 21 de desembre de 2008 | Mount Lemmon         | Mt. Lemmon Survey |
| 406867 | 2009 BY159             | 30 de gener de 2009    | Mount Lemmon         | Mt. Lemmon Survey |
| 406868 | 2009 BR169             | 16 de gener de 2009    | Kitt Peak            | Spacewatch        |
| 406869 | 2009 BU170             | 16 de gener de 2009    | Mount Lemmon         | Mt. Lemmon Survey |
| 406870 | 2009 BJ172             | 18 de gener de 2009    | Kitt Peak            | Spacewatch        |
| 406871 | 2009 BX172             | 19 de gener de 2009    | Mount Lemmon         | Mt. Lemmon Survey |
| 406872 | 2009 BL173             | 20 de gener de 2009    | Kitt Peak            | Spacewatch        |
| 406873 | 2009 BW179             | 18 de gener de 2009    | Kitt Peak            | Spacewatch        |
| 406874 | 2009 BG183             | 4 de març de 2005      | Mount Lemmon         | Mt. Lemmon Survey |
| 406875 | 2009 CF2               | 26 de gener de 2009    | Catalina             | CSS               |
| 406876 | 2009 CZ11              | 1 de febrer de 2009    | Mount Lemmon         | Mt. Lemmon Survey |
| 406877 | 2009 CJ29              | 1 de febrer de 2009    | Kitt Peak            | Spacewatch        |
| 406878 | 2009 CG31              | 1 de febrer de 2009    | Kitt Peak            | Spacewatch        |
| 406879 | 2009 CR32              | 1 de febrer de 2009    | Kitt Peak            | Spacewatch        |
| 406880 | 2009 CF55              | 14 de setembre de 2007 | Mount Lemmon         | Mt. Lemmon Survey |
| 406881 | 2009 CB57              | 5 de febrer de 2009    | Kitt Peak            | Spacewatch        |
| 406882 | 2009 CJ58              | 3 de febrer de 2009    | Kitt Peak            | Spacewatch        |
| 406883 | 2009 CP58              | 3 de febrer de 2009    | Mount Lemmon         | Mt. Lemmon Survey |
| 406884 | 2009 CC63              | 4 de febrer de 2009    | Mount Lemmon         | Mt. Lemmon Survey |
| 406885 | 2009 CF65              | 1 de febrer de 2009    | Kitt Peak            | Spacewatch        |
| 406886 | 2009 CH65              | 4 de febrer de 2009    | Mount Lemmon         | Mt. Lemmon Survey |
| 406887 | 2009 DP13              | 16 de febrer de 2009   | Kitt Peak            | Spacewatch        |
| 406888 | 2009 DQ16              | 1 de gener de 2009     | Mount Lemmon         | Mt. Lemmon Survey |
| 406889 | 2009 DV16              | 18 de febrer de 2009   | La Sagra             | OAM               |
| 406890 | 2009 DJ28              | 20 de gener de 2009    | Kitt Peak            | Spacewatch        |
| 406891 | 2009 DY49              | 19 de febrer de 2009   | Kitt Peak            | Spacewatch        |
| 406892 | 2009 DA57              | 8 d'octubre de 1994    | Kitt Peak            | Spacewatch        |
| 406893 | 2009 DD59              | 22 de febrer de 2009   | Kitt Peak            | Spacewatch        |
| 406894 | 2009 DP62              | 22 de febrer de 2009   | Mount Lemmon         | Mt. Lemmon Survey |
| 406895 | 2009 DP73              | 26 de febrer de 2009   | Kitt Peak            | Spacewatch        |
| 406896 | 2009 DX81              | 24 de febrer de 2009   | Kitt Peak            | Spacewatch        |
| 406897 | 2009 DV82              | 24 de febrer de 2009   | Kitt Peak            | Spacewatch        |
| 406898 | 2009 DB87              | 27 de febrer de 2009   | Kitt Peak            | Spacewatch        |
| 406899 | 2009 DK89              | 24 de febrer de 2009   | Kitt Peak            | Spacewatch        |
| 406900 | 2009 DR105             | 19 de febrer de 2009   | Kitt Peak            | Spacewatch        |

## 406901-407000
| Nom              | Designació provisional | Data de descobriment   | Lloc de descobriment | Descobridor/s        |
| ---------------- | ---------------------- | ---------------------- | -------------------- | -------------------- |
| 406901           | 2009 DH115             | 26 de febrer de 2009   | Catalina             | CSS                  |
| 406902           | 2009 DB121             | 31 de gener de 2009    | Mount Lemmon         | Mt. Lemmon Survey    |
| 406903           | 2009 DH124             | 19 de febrer de 2009   | Kitt Peak            | Spacewatch           |
| 406904           | 2009 DW124             | 19 de febrer de 2009   | Kitt Peak            | Spacewatch           |
| 406905           | 2009 DV130             | 15 d'abril de 2005     | Kitt Peak            | Spacewatch           |
| 406906           | 2009 DZ131             | 4 de març de 2005      | Mount Lemmon         | Mt. Lemmon Survey    |
| 406907           | 2009 DH136             | 19 de febrer de 2009   | Kitt Peak            | Spacewatch           |
| 406908           | 2009 DY136             | 26 de febrer de 2009   | Catalina             | CSS                  |
| 406909           | 2009 EQ4               | 13 de febrer de 2009   | Kitt Peak            | Spacewatch           |
| 406910           | 2009 EB13              | 1 de març de 2009      | Mount Lemmon         | Mt. Lemmon Survey    |
| 406911           | 2009 EE21              | 15 de març de 2009     | La Sagra             | OAM                  |
| 406912           | 2009 EX24              | 3 de març de 2009      | Kitt Peak            | Spacewatch           |
| 406913           | 2009 EF28              | 1 de març de 2009      | Mount Lemmon         | Mt. Lemmon Survey    |
| 406914           | 2009 FM6               | 16 de març de 2009     | Kitt Peak            | Spacewatch           |
| 406915           | 2009 FL7               | 16 de març de 2009     | Kitt Peak            | Spacewatch           |
| 406916           | 2009 FC12              | 18 de març de 2009     | Kitt Peak            | Spacewatch           |
| 406917           | 2009 FB16              | 17 de març de 2009     | Kitt Peak            | Spacewatch           |
| 406918           | 2009 FG29              | 22 de març de 2009     | Catalina             | CSS                  |
| 406919           | 2009 FW29              | 21 de març de 2009     | Mount Lemmon         | Mt. Lemmon Survey    |
| 406920           | 2009 FJ31              | 25 de març de 2009     | La Sagra             | OAM                  |
| 406921           | 2009 FU42              | 28 de març de 2009     | Kitt Peak            | Spacewatch           |
| 406922           | 2009 FN45              | 18 de març de 2009     | Mount Lemmon         | Mt. Lemmon Survey    |
| 406923           | 2009 FP49              | 27 de març de 2009     | Mount Lemmon         | Mt. Lemmon Survey    |
| 406924           | 2009 FR56              | 23 de març de 2009     | Siding Spring        | Siding Spring Survey |
| 406925           | 2009 FU63              | 29 de març de 2009     | Kitt Peak            | Spacewatch           |
| 406926           | 2009 FC66              | 19 de març de 2009     | Mount Lemmon         | Mt. Lemmon Survey    |
| 406927           | 2009 GE1               | 19 de març de 2009     | Mount Lemmon         | Mt. Lemmon Survey    |
| 406928           | 2009 GL6               | 2 d'abril de 2009      | Kitt Peak            | Spacewatch           |
| 406929           | 2009 HS11              | 31 de març de 2009     | Mount Lemmon         | Mt. Lemmon Survey    |
| 406930           | 2009 HG14              | 17 d'abril de 2009     | Catalina             | CSS                  |
| 406931           | 2009 HT20              | 19 de març de 2009     | Mount Lemmon         | Mt. Lemmon Survey    |
| 406932           | 2009 HZ22              | 17 d'abril de 2009     | Kitt Peak            | Spacewatch           |
| 406933           | 2009 HZ27              | 18 d'abril de 2009     | Kitt Peak            | Spacewatch           |
| 406934           | 2009 HO40              | 20 d'abril de 2009     | Kitt Peak            | Spacewatch           |
| 406935           | 2009 HV56              | 22 d'abril de 2009     | Kitt Peak            | Spacewatch           |
| 406936           | 2009 HC66              | 14 de desembre de 2003 | Kitt Peak            | Spacewatch           |
| 406937           | 2009 HD68              | 31 de març de 2009     | Kitt Peak            | Spacewatch           |
| 406938           | 2009 HD74              | 20 d'abril de 2009     | Catalina             | CSS                  |
| 406939           | 2009 HO74              | 22 de febrer de 2009   | Siding Spring        | Siding Spring Survey |
| 406940           | 2009 HZ77              | 2 d'abril de 2009      | Mount Lemmon         | Mt. Lemmon Survey    |
| 406941           | 2009 HA89              | 24 d'abril de 2009     | Cerro Burek          | Cerro Burek          |
| 406942           | 2009 HC96              | 20 d'abril de 2009     | Kitt Peak            | Spacewatch           |
| 406943           | 2009 HO96              | 23 d'abril de 2009     | Kitt Peak            | Spacewatch           |
| 406944           | 2009 HC105             | 14 de novembre de 2007 | Mount Lemmon         | Mt. Lemmon Survey    |
| 406945           | 2009 HC106             | 19 d'abril de 2009     | Catalina             | CSS                  |
| 406946           | 2009 JW4               | 20 d'abril de 2009     | Catalina             | CSS                  |
| 406947           | 2009 JP5               | 25 de setembre de 2006 | Catalina             | CSS                  |
| 406948           | 2009 JA6               | 11 de novembre de 2007 | Mount Lemmon         | Mt. Lemmon Survey    |
| 406949           | 2009 JH6               | 20 d'abril de 2009     | Kitt Peak            | Spacewatch           |
| 406950           | 2009 JQ8               | 31 de març de 2009     | Mount Lemmon         | Mt. Lemmon Survey    |
| 406951           | 2009 JP12              | 15 de maig de 2009     | La Sagra             | OAM                  |
| 406952           | 2009 KJ                | 16 de maig de 2009     | Catalina             | CSS                  |
| 406953           | 2009 KJ17              | 26 de maig de 2009     | Kitt Peak            | Spacewatch           |
| 406954           | 2009 MY5               | 22 de juny de 2009     | Kitt Peak            | Spacewatch           |
| 406955           | 2009 NA1               | 31 d'octubre de 2005   | Mount Lemmon         | Mt. Lemmon Survey    |
| 406956           | 2009 NN2               | 15 de desembre de 2006 | Kitt Peak            | Spacewatch           |
| 406957 Kochetova | 2009 OK5               | 21 de juliol de 2009   | Zelenchukskaya S     | T. V. Kryachko       |
| 406958           | 2009 OJ14              | 29 de juliol de 2009   | Catalina             | CSS                  |
| 406959           | 2009 OU15              | 28 de juliol de 2009   | Kitt Peak            | Spacewatch           |
| 406960           | 2009 OK23              | 27 de juliol de 2009   | Kitt Peak            | Spacewatch           |
| 406961           | 2009 PF10              | 23 de febrer de 2007   | Mount Lemmon         | Mt. Lemmon Survey    |
| 406962           | 2009 PJ10              | 28 de maig de 2008     | Kitt Peak            | Spacewatch           |
| 406963           | 2009 PU15              | 15 d'agost de 2009     | Kitt Peak            | Spacewatch           |
| 406964           | 2009 PM19              | 15 d'agost de 2009     | Kitt Peak            | Spacewatch           |
| 406965           | 2009 QJ3               | 16 d'agost de 2009     | Kitt Peak            | Spacewatch           |
| 406966           | 2009 QO3               | 16 d'agost de 2009     | Catalina             | CSS                  |
| 406967           | 2009 QP13              | 16 d'agost de 2009     | Kitt Peak            | Spacewatch           |
| 406968           | 2009 QW14              | 16 d'agost de 2009     | Kitt Peak            | Spacewatch           |
| 406969           | 2009 QL15              | 16 d'agost de 2009     | Kitt Peak            | Spacewatch           |
| 406970           | 2009 QZ38              | 20 d'agost de 2009     | Kitt Peak            | Spacewatch           |
| 406971           | 2009 QA41              | 26 d'agost de 2009     | Catalina             | CSS                  |
| 406972           | 2009 QZ44              | 22 de setembre de 2004 | Anderson Mesa        | LONEOS               |
| 406973           | 2009 QZ52              | 29 d'agost de 2009     | Kitt Peak            | Spacewatch           |
| 406974           | 2009 QY53              | 18 d'agost de 2009     | Kitt Peak            | Spacewatch           |
| 406975           | 2009 QE56              | 27 d'agost de 2009     | Kitt Peak            | Spacewatch           |
| 406976           | 2009 QL56              | 17 d'agost de 2009     | Kitt Peak            | Spacewatch           |
| 406977           | 2009 QF57              | 20 d'agost de 2009     | Kitt Peak            | Spacewatch           |
| 406978           | 2009 QS61              | 27 d'agost de 2009     | Kitt Peak            | Spacewatch           |
| 406979           | 2009 QE62              | 28 d'agost de 2009     | Kitt Peak            | Spacewatch           |
| 406980           | 2009 QG63              | 28 d'agost de 2009     | Socorro              | LINEAR               |
| 406981           | 2009 QL64              | 27 d'agost de 2009     | Kitt Peak            | Spacewatch           |
| 406982           | 2009 QZ64              | 7 de desembre de 1999  | Socorro              | LINEAR               |
| 406983           | 2009 RE5               | 14 de setembre de 2009 | Haleakala            | M. Micheli           |
| 406984           | 2009 RW9               | 12 de setembre de 2009 | Kitt Peak            | Spacewatch           |
| 406985           | 2009 RG11              | 12 de setembre de 2009 | Kitt Peak            | Spacewatch           |
| 406986           | 2009 RH13              | 12 de setembre de 2009 | Kitt Peak            | Spacewatch           |
| 406987           | 2009 RB16              | 12 de setembre de 2009 | Kitt Peak            | Spacewatch           |
| 406988           | 2009 RP25              | 15 de setembre de 2009 | Kitt Peak            | Spacewatch           |
| 406989           | 2009 RF30              | 14 de setembre de 2009 | Kitt Peak            | Spacewatch           |
| 406990           | 2009 RV37              | 15 de setembre de 2009 | Kitt Peak            | Spacewatch           |
| 406991           | 2009 RZ37              | 15 de setembre de 2009 | Kitt Peak            | Spacewatch           |
| 406992           | 2009 RT40              | 15 de setembre de 2009 | Kitt Peak            | Spacewatch           |
| 406993           | 2009 RV42              | 15 de setembre de 2009 | Kitt Peak            | Spacewatch           |
| 406994           | 2009 RD45              | 15 de setembre de 2009 | Kitt Peak            | Spacewatch           |
| 406995           | 2009 RN46              | 29 de gener de 2000    | Kitt Peak            | Spacewatch           |
| 406996           | 2009 RU47              | 15 de setembre de 2009 | Kitt Peak            | Spacewatch           |
| 406997           | 2009 RS49              | 15 de setembre de 2009 | Kitt Peak            | Spacewatch           |
| 406998           | 2009 RW50              | 15 de setembre de 2009 | Kitt Peak            | Spacewatch           |
| 406999           | 2009 RR53              | 18 de setembre de 2003 | Kitt Peak            | Spacewatch           |
| 407000           | 2009 RO57              | 15 de setembre de 2009 | Kitt Peak            | Spacewatch           |